# Stabkirche Gol

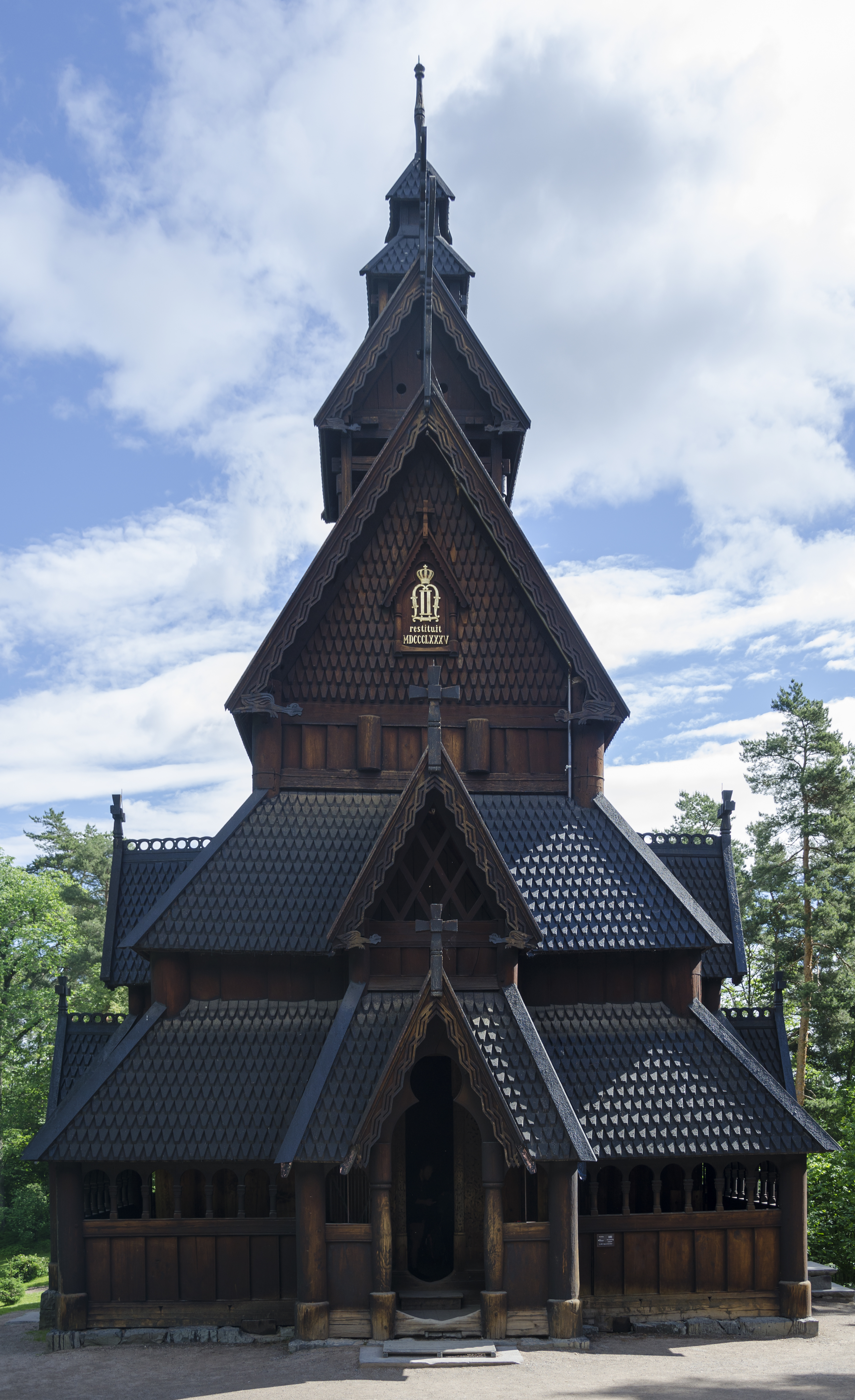
Stabkirche Gol 2017

Die Stabkirche Gol ist eine Museumskirche im Norsk Folkemuseum in Oslo und eine der 28 Stabkirchen in Norwegen mit mittelalterlicher Bausubstanz. Sie ist eine 14-Mast-Stabkirche, wurde 1884 unter der Leitung von Nicolay Nicolaysen von Gol in der Provinz Buskerud an den heutigen Standort versetzt und 1885 von dem Architekten Waldemar Hansteen nach dem Vorbild der Stabkirche Borgund rekonstruiert. Die Mastkonstruktion stammt aus dem 13. Jahrhundert. Malereien im Chor und in der Apsis sind aus dem 17. Jahrhundert. Der Dachschmuck mit den typischen Drachenköpfen wurde der Stabkirche Borgund nachempfunden.
Die Kirche ist die zweite der insgesamt sechs versetzten Stabkirchen (Wang 1841–1844, Gol 1881–1885, Haltdalen 1881, Fortun 1884, Garmo 1918–1919 und Øye 1953). Da die Kirche an ihrem Ursprungsort abgebrochen und durch eine neue ersetzt werden sollte, initiierte der private Altertumsverein Foreningen til norske Fortidsminnesmerkers Bevaring die Versetzung, um ihre Bausubstanz zu retten. Der König von Norwegen und Schweden Oskar II. bezahlte das Vorhaben. Die Kirche war zunächst Teil der königlichen Sammlung alter Gebäude, die 1907 schließlich in das öffentliche Freilichtmuseum umgewandelt wurde.
Die Kirche ist heute eine Touristenattraktion und eines der wichtigsten Ausstellungsobjekte des Norsk Folkemuseum. Sie diente als Vorbild einiger Replikate wie der 1996 errichteten neuen Stabkirche in Gol sowie einigen privaten Nachbauten in Norwegen und den USA.
Obwohl die Kirche nach ihrer Versetzung und Rekonstruktion nur noch ein Ausstellungsobjekt des Museums ist, fanden seit 1907 einige lutherische Gottesdienste und auch katholische Messen statt. Sie wird also immer noch als Kirche im Sinne eines Gotteshauses wahrgenommen und auch verwendet.

## Lage

Der heutige Ort der Stabkirche auf der Halbinsel Bygdøy in Oslo

Die Kirche befindet sich heute im Freilichtmuseum Norsk Folkemuseum auf der Halbinsel Bygdøy in Oslo. Die Halbinsel ragt am nördlichsten Ende in den Oslofjord hinein und ist heute eine Museumsinsel mit diversen Museen zur norwegischen Geschichte wie zum Beispiel das Fram-Museum und das Kon-Tiki-Museum. Die Museumsinsel kann von der E18 über die Straße Bygdøyveien erreicht werden.
Die Stabkirche steht in einer Gruppe von drei Gebäuden, die zur königlichen Sammlung von Oskar II. gehörten und über ein speziell dafür gefertigtes Portal erreicht werden können. Neben der Kirche steht ein traditionelles Einzimmergebäude aus Hove in Heddal, Telemark, von 1738 und ein reich geschnitztes Kornhaus aus Støylsemmne in Hylestad, Aust-Agder, von ungefähr 1500.

## Geschichte bis zur Versetzung
Es wird vermutet, dass die Stabkirche Gol der Nachfolgebau einer einfachen Holzkirche ist. Die ersten Holzkirchen wurden im 10. Jahrhundert kurz nach der Christianisierung Norwegens gebaut. Sie waren einfache Stabkirchen mit schlichtem Aufbau ohne zusätzliche Außenverschalung mit Laubengang. Die Masten waren noch Teil der Wände. Die erste Generation der Stabkirchen war geprägt von zahlreichen Ornamenten in Portalen, Säulen und Außenverschalung. Teilweise wurden die Schnitzereien in den späteren Kirchen wiederverwendet, wie in der Stabkirche Urnes. Innerhalb der nächsten zwei Jahrhunderte änderte sich einiges an der kirchlichen Liturgie und der Auffassung von der idealen Architektur einer Kirche. Häufig war die Kirche auch durch das Wachstum der Gemeinde zu klein geraten, so dass ein Neubau nötig wurde. Die spätere Stabkirche Gol wurde zu Beginn des 13. Jahrhunderts gebaut, wie dendrochronologische Untersuchungen zeigen. Die heute noch erhaltenen ältesten Teile der Kirche wurden auf 1212 datiert. Die Stabkirche in Gol wurde 1309 erstmals urkundlich erwähnt.

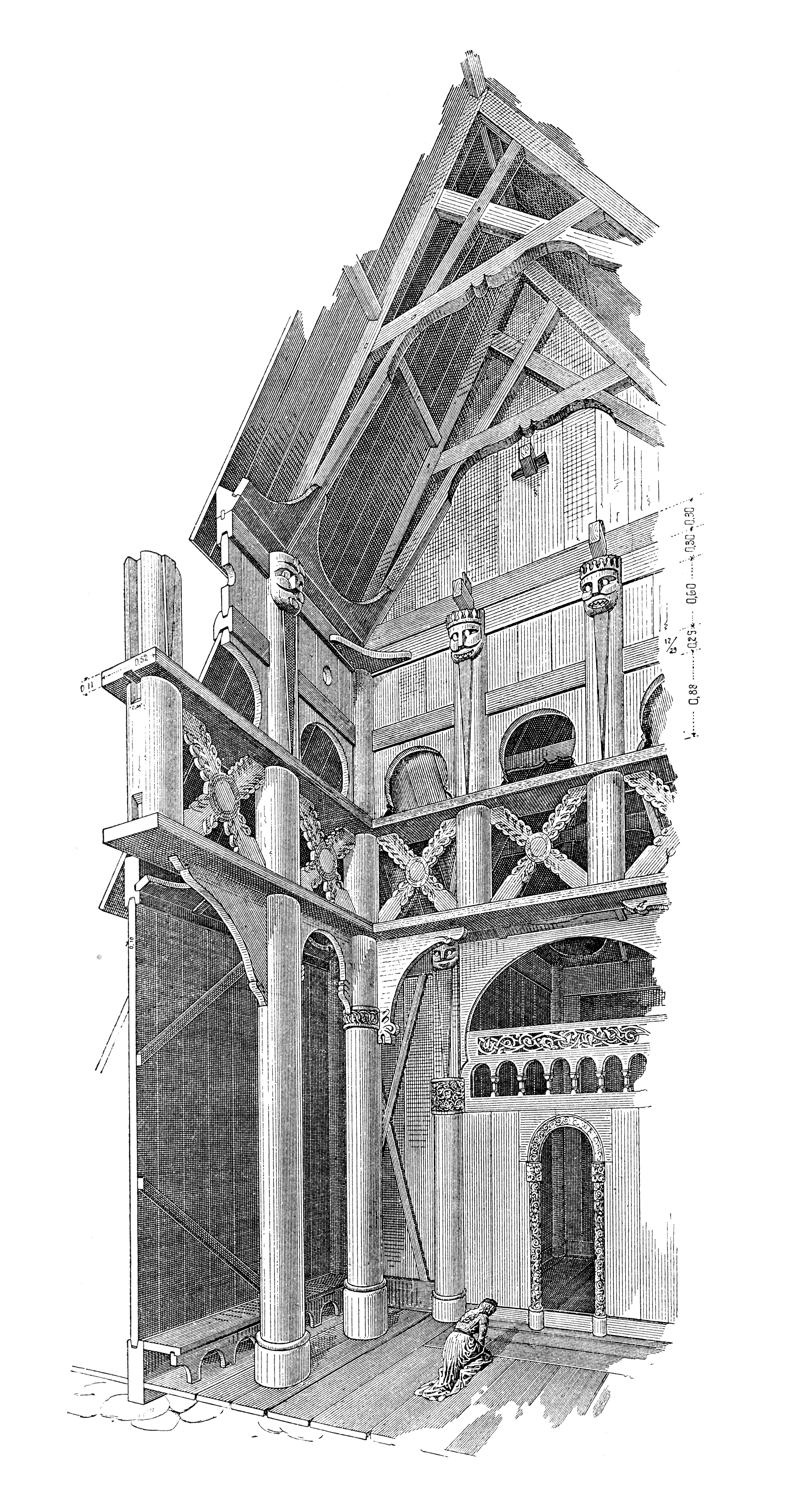
Wie die Stabkirche mit der Trennwand zum Chor früher einmal ausgesehen haben könnte

Das Baumaterial ist verharztes Kiefernholz. Der Baum wurde gekappt und trocknete noch vor Ort mit der Wurzel aus. Der Vorteil war, dass er vor Vertrocknung als Schutzreaktion vermehrt Harz produzierte, was die bessere Konservierung des Holzes ermöglichte.
Von der Stabkirche aus dem 13. Jahrhundert ist der Säulengrundbau im Innern erhalten geblieben. Heute lassen sich aus den Quellen und aus Untersuchungen des vorhandenen Gebälks schließen, dass es sich um eine 14-Mast-Stabkirche gehandelt hat, mit einem erhöhten Mittelteil und einer Apsis sowie einem Laubengang (Svalgang). Die Außenbeschalung, der Aufbau des Daches mit Dachhaut und Dachschmuck, der Chor, der Apsisturm, die Ausgestaltung des Laubenganges und viele andere Details dieser Kirche sind heute völlig unbekannt und können wegen der zahlreichen Um- und Ausbauten und der schlechten Quellenlage auch nicht mehr wissenschaftlich rekonstruiert werden.

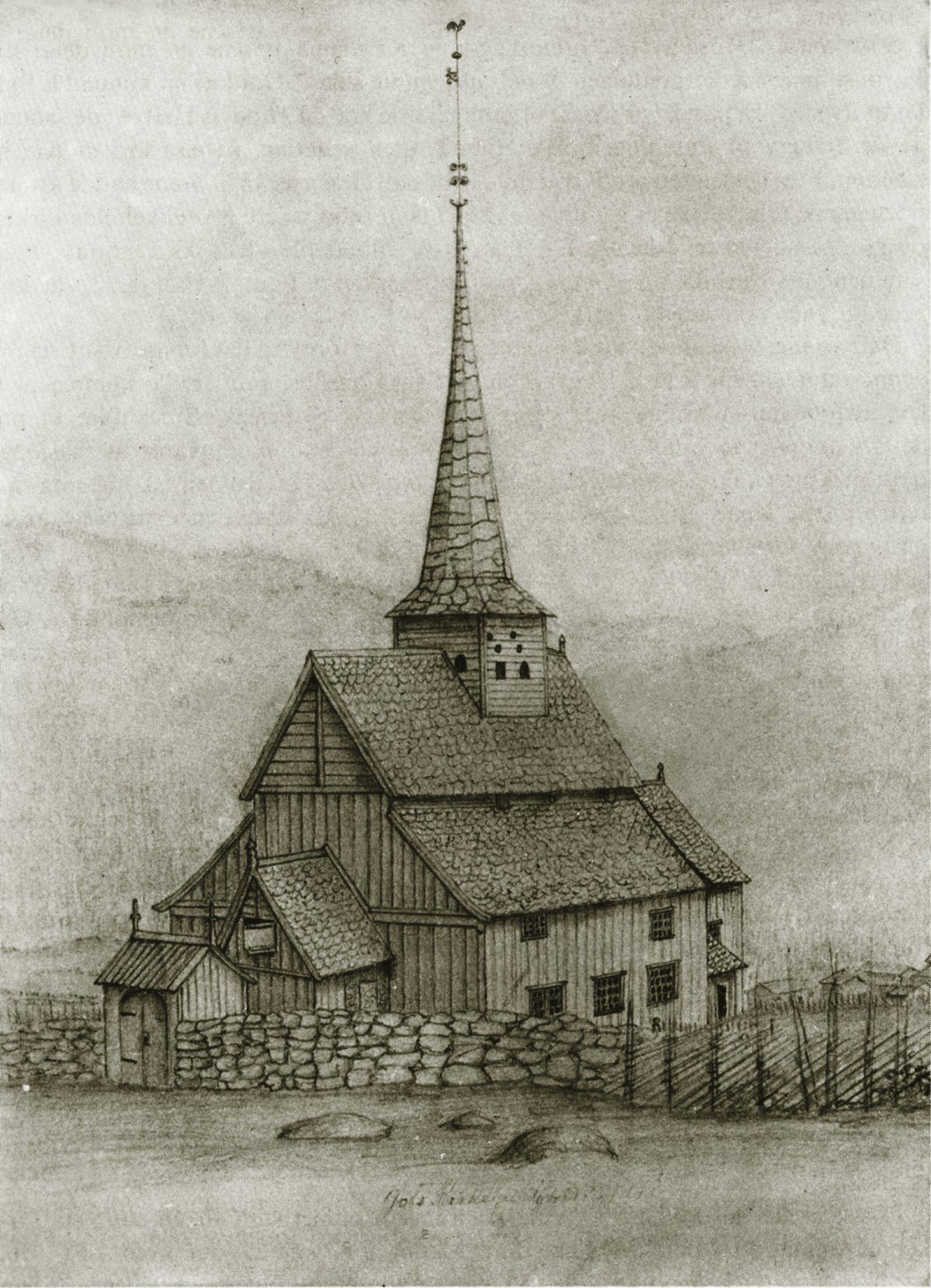
Die Stabkirche Gol im Jahr 1846 nach einer Zeichnung von J. N. Prahm

Die Aus- und Umbauten sind seit dem 17. Jahrhundert dokumentiert: 1652 wurde eine Bemalung der Apsisplanken und der Chorwände vorgenommen, 1675 eine neue Außenverschalung mit Brettern errichtet. 1684 wurde dokumentiert, dass der Laubengang aus senkrechten Bohlen und runden Säulen auf der Westseite sowie ein bogenförmiges Giebelfeld über dem Eingang sehr baufällig waren. Ob er in Folge renoviert oder entfernt wurde, ist nicht klar. 1694 erneuerte man den Dachreiter und die damals eingezogene Türe zwischen Schiff und Chor.
1699 spendete der Bauer Bjørn Frøysaak der Kirchgemeinde Gol ein Bild von sich und seiner Familie in den Trachten. Es ist ein gutes Beispiel für die Haltung der Menschen gegenüber der Kirche und des Gottesdienstes. Es war bis ins 19. Jahrhundert üblich, während des Gottesdienstes in den Stabkirchen Trachten zu tragen. Das Bild befindet sich heute in der Sammlung des Norsk Folkemuseum.
Ein neuer Chor in Blockbauweise entstand 1730 und war nun ebenso breit wie das Schiff. 1740 entfernte man die Trennwand zwischen Chor und Schiff. 1802 und 1803 verbreiterte man das Schiff auf etwa 8,8 Meter, indem man die alte Wand des Schiffes entfernte und eine neue Wand mit neuen Ecksäulen baute, etwa einen halben Meter von der äußeren Linie des früheren Laubengangs entfernt. Auf die neue Wand und die Ecksäulen kam ein neues Pultdach zu liegen. Das Hauptdach wurde in Richtung Chor verlängert, womit die Kirche nun einer Basilika ähnelte. Während dieses Umbaus entfernte man das Südportal mit den Schnitzereien. Ein Teil davon diente vermutlich als Umrandung des Waffenhauses. Fast sämtliche äußeren Ausschmückungen der Kirche wurden entfernt. Zu den Erweiterungen im 19. Jahrhundert gehört auch die an den Chor angebaute Sakristei.

## Versetzung und Rekonstruktion

### 1881
In den 1870er Jahren wurde entschieden, dass die Stabkirche abgerissen werden und einer größeren Kirche weichen sollte. 1881 nahm die Direktion des privaten norwegischen Altertumsvereins, der zuvor bereits die Stabkirche Wang vor dem Abbruch gerettet hatte, Verhandlungen mit dem Eigentümer auf, um einzelne Stücke der Kirche für die Universität zu erwerben. Für 200 Kronen konnte die gesamte Kirche inklusive der Malereien erstanden werden – unter der Bedingung, dass der Verein die Kirche vom gegenwärtigen Standort selbständig wegtransportieren müsse.
Da König Oskar II. Schutzherr des Vereins war, bot er ihm an, in seinem Gebäudepark Badstuebråten auf Bygdøy Platz für den Wiederaufbau zur Verfügung zu stellen. Der Archäologe des Altertumsverein, Nicolay Nicolaysen, veranschlagte die Kosten für Transport und Restaurierung auf mindestens 4000 Kronen. Geplant war, die Kirche mit Schlitten über den gefrorenen See Krøderen zu transportieren. Die ungünstigen Witterungsbedingungen im Winter 1881/82 verhinderten dies zunächst jedoch.

### 1882/83
Der Altertumsverein rief mit einem Inserat in der Presse zu einer Spendensammlung auf und legte Zeichnungslisten in Aschehougs und Cammermeyers Buchhandel sowie in sämtlichen Gesellschaftsräumen der Stadt Oslo aus. Die Sammlung erbrachte jedoch nur einen Bruchteil der veranschlagten Kosten (je nach Quelle 387 Kronen oder 423 Kronen).
Da der Altertumsverein auf ideale Wetterbedingungen warten musste, bot der vormalige Eigentümer an, dass die Kirche solange auf dem alten Standort verbleiben könne, bis sich eine für den Transport geeignete Wetterlage eingestellt habe. Bereits 1882 hatten etwa 500 Meter nordöstlich des ursprünglichen Standorts der Stabkirche in Gol die Bauarbeiten an einer neuen Langkirche mit ca. 500 Sitzplätzen begonnen; Architekt war Henrik Nissen. Auf Bygdøy wurde der steinerne Untergrund für die Rekonstruktion errichtet, und auch die Pläne für den Bau wurden erstellt. Doch auch der Winter 1882/83 erlaubte keinen Transport.

### 1884

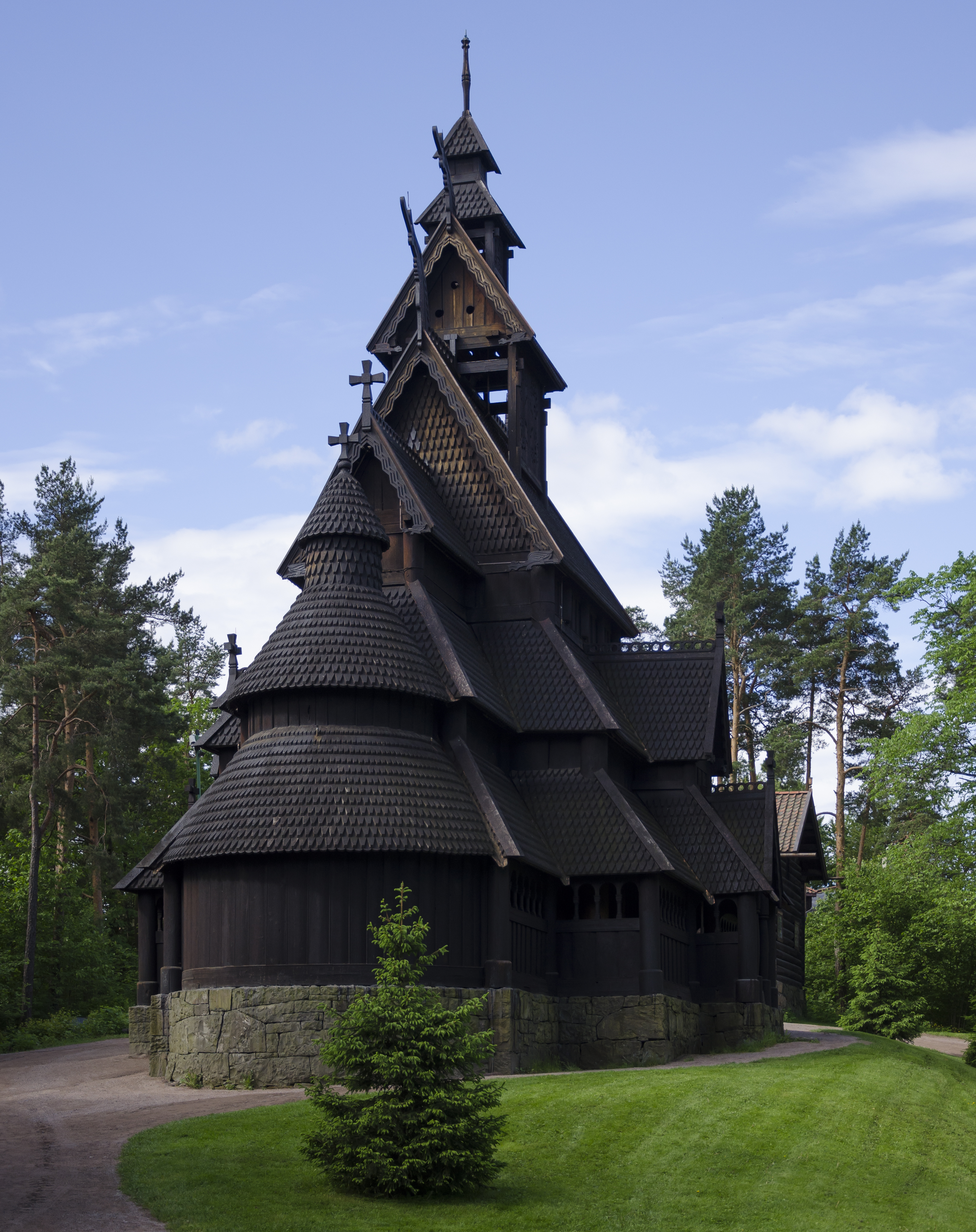
Die Kirche von hinten.

Im März 1884 war die Kirche dann für den Abtransport bereit. Der Altertumsverein hatte jedoch nur einen Bruchteil der zwischenzeitlich auf 6500 Kronen geschätzten Kosten für die Versetzung sammeln können. Daher ließ der König durch den Verwalter des königlichen Hofes und des Gebäudeparks mitteilen, dass er für den fehlenden Betrag aufkommen werde.
So konnte in diesem Jahr die Kirche in ihre Einzelteile zerlegt, in Schlitten ins Tal gebracht und von Gulsvik über den gefrorenen See Krøderen bis zur gleichnamigen Bahnstation transportiert werden. Mit dem Zug verließen die Teile schließlich unbeschadet Buskerud und kamen in Christiania (Oslo) an.
Architekt Waldemar Hansteen und Baumeister Torsten Torstensen waren für den Wiederaufbau verantwortlich. Ihr Ziel war es, die Veränderungen der letzten Jahrzehnte in Richtung Basilika rückgängig zu machen, der Kirche ein möglichst authentisches Aussehen zu verleihen und die aus der Sicht des Denkmalschutzes relevanten Details der früheren Jahrhunderte wiederherzustellen. Da es nicht mehr möglich war zu eruieren, wie das Äußere der Stabkirche im 13. Jahrhundert ausgesehen hatte, orientierte sich Hansteen bei den fehlenden Teilen an der Stabkirche Borgund. Der Dachschmuck mit den Drachenköpfen sowie der Laubengang und die Apsis sind deshalb der Kirche Borgund nachempfunden, die auch bei vielen anderen Kirchenrekonstruktionen als Vorbild diente und als einzige Stabkirche gilt, die noch eine authentische Außenform hat. Das ornamentale, auskragende Ortganggesims der Satteldächer ist der Stabkirche Hopperstad nachempfunden. Die Schnitzereien des Südportals wurden ebenfalls während der Rekonstruktion nach dem Vorbild des Westportals neu gefertigt.

## Architektur und Innenausstattung

### Dachkonstruktion

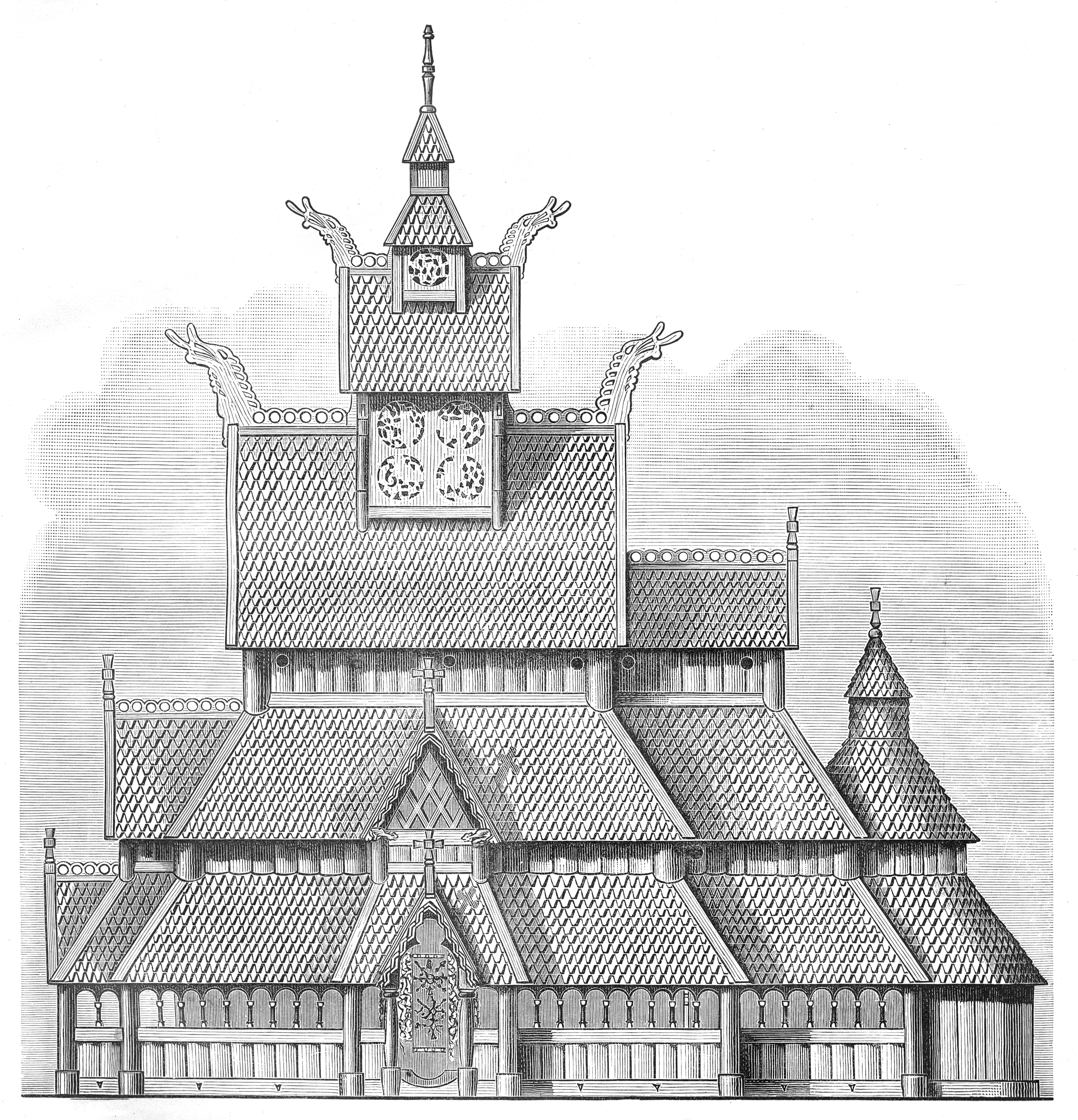
Sechsstufiger Aufbau. Apsis aus drei Stufen Kegeldächern. Chor mit eigenem Satteldach. Das Schiff trägt einen Dachreiter mit einem Satteldach und zwei Pyramidendächern

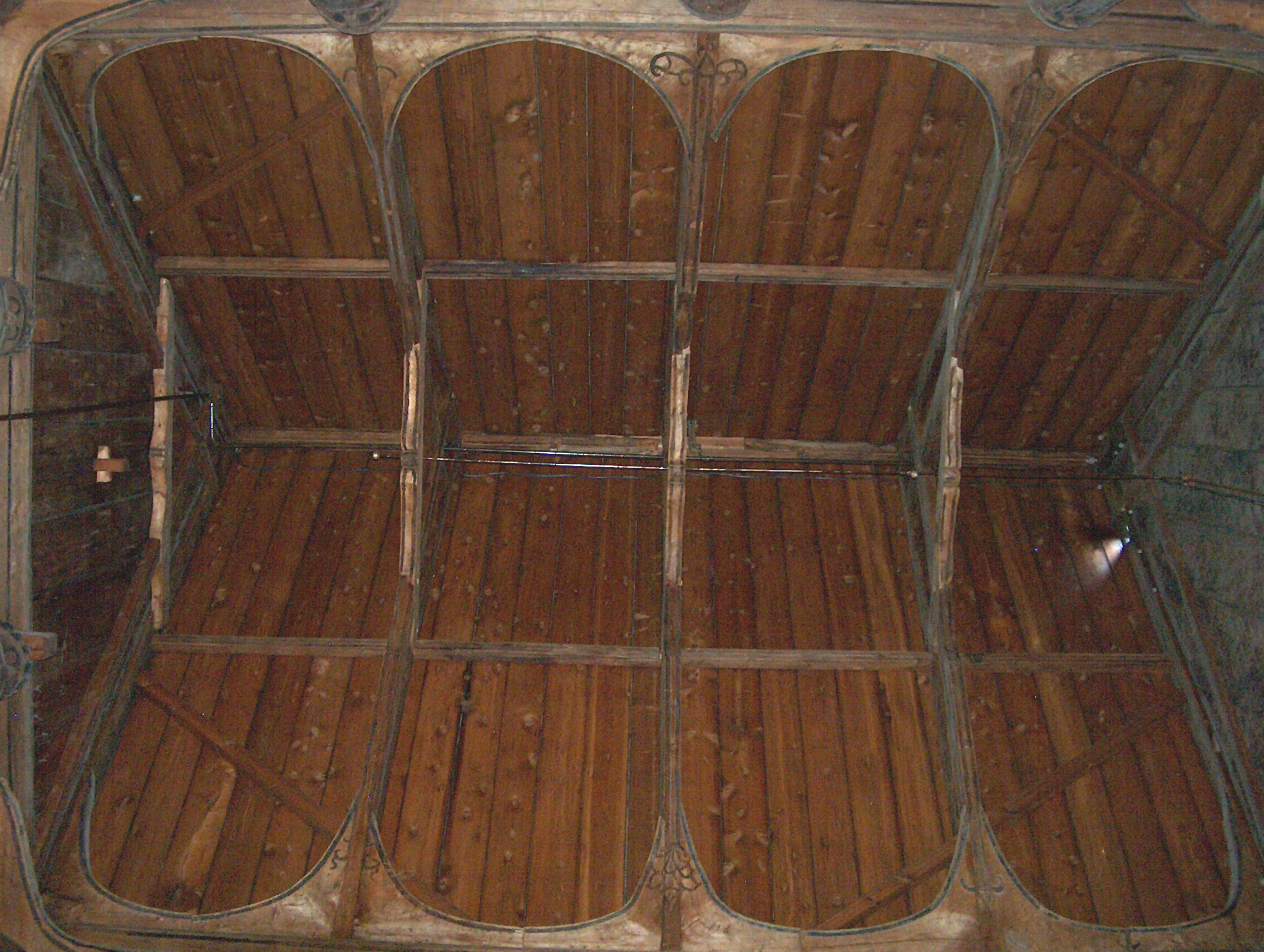
Dach mit fünf Sparren, wobei die drei inneren Scherensparren und der chorseitige Sparren mit einem Kehlbalken verstärkt sind

Die Kirche besitzt eine sechsstufige Dachkonstruktion nach dem Vorbild der Stabkirche Borgund mit zwei Stufen mit Pultdächern, die gleichzeitig das Schiff und den Chor bedecken, eine Stufe mit einem Satteldach, wobei das Schiff und den Chor je ein unterschiedlich hohes Satteldach tragen. Auf dem Satteldach des Schiffes ist ein Dachreiter mit einem Pultdach und zwei Stufen Pyramidendächern angebracht. Dieser mehrfache Aufbau mit immer kleiner werdenden Dächern lässt die Kirche durch eine optische Täuschung höher erscheinen, als sie tatsächlich ist. Damit sollte vermutlich die Ausrichtung des Gebäudes gen Himmel und somit ins Göttliche betont werden.
Die Apsis besteht aus drei Stufen aus Kegeldächern, wobei die unteren zwei Stufen durch die Konstruktion ähnlich den Pultdächern des Schiffes gekappt sind, um einen mehrstufigen Aufbau zu ermöglichen, und auch auf der Westseite durch den Chor abgeschnitten sind.
Die Satteldächer über den Portalen tragen auf allen Seiten Kreuze. Der Apsisturm und das Satteldach des Chores tragen ebenfalls je ein Kreuz. Auf den beiden Satteldächern des Schiffes befinden sich in Ost- und Westrichtung die für Wikingerschiffe typischen züngelnden Drachenköpfe. Der Dachschmuck auf den Firsten der Satteldächer bestehen aus aneinander gereihten Holzkreisen. Das Ortganggesims der Satteldächer besteht aus zickzackartigen, ineinander verwobenen Ornamenten mit zuunterst angebrachten Drachenfiguren. Dies wurde der Stabkirche Hopperstad nachempfunden. Sie bestehen im Gegensatz zur Kirche Hopperstad, wo diese aus einem Stück gefertigt wurden, aus Einzelstäben, welche an die Planke genagelt wurden. Die vielen Kreuze und Figuren könnten die gleiche apotropäische Funktion zur Abwehr des Dämonischen erfüllen wie die Wasserspeier an Steinkirchen.
Im Innern des Schiffes sieht man auf die offene Konstruktion des unteren Satteldaches, welches aus fünf Sparren besteht mit zwei inneren Scherensparren und Kehlbalken. Die Sparren tragen einen Firstbalken.
Die Dachhaut besteht aus einer gleichmäßigen Beschindelung, die, im Unterschied zur Stabkirche Borgund, nicht zusätzlich mit Holznägeln befestigt ist. Ebenfalls im Gegensatz zur umfassenden Beschindelung der Stabkirche Borgund sind nur noch der oberste Zylinder des Apsisturmes sowie die Seiten des Satteldaches des Schiffes zusätzlich mit Schindeln versehen. Schindeln und Masten werden regelmäßig (alle zwei bis fünf Jahre) mit einem Teeranstrich versehen, der die Kirche vor den Einflüssen der Witterung schützt. Dieser Anstrich gibt der Kirche die für ältere norwegische Stabkirchen charakteristische dunkle Farbe.
Der vordere Giebel des ersten Satteldaches trug eine Platte mit einem Giebelaufsatz und einem Giebelkreuz. Darauf waren die Königskrone und, in der Mitte, die Zahl II. abgebildet, als Hinweis auf den zeitweiligen Besitzer König Oskar II. Unten stand die Jahreszahl 1884 in römischen Ziffern. Die Platte wurde in den Nachkriegsjahren entfernt; vermutlich deshalb, weil sie nicht zur Erscheinung einer klassischen Stabkirche passte.

### Laubengang
Die Kirche hatte vermutlich seit ihrem Bau einen Laubengang (Svalgang), der als Zufluchtsort der Gemeinde vor und nach dem Gottesdienst bei regnerischen Wetterverhältnissen sowie als Aufbewahrungsort der Waffen während des Gottesdienstes diente. Er war der Vorläufer des späteren Waffenhauses und schützte zudem die Kirchenwände vor Feuchtigkeit und sonstigen Einflüssen des Wetters. Entfernt wurde der Laubengang bei den Umbauarbeiten 1802 und 1803, als das Kirchenschiff verbreitert wurde. Er musste deshalb am heutigen Standort komplett rekonstruiert werden.
Die Kirche hat heute einen Laubengang mit Zwergarkaden nach dem Vorbild der Kirche in Borgund. Die Außenmauer wird gebildet aus aufrechten Brettern und horizontalen Balken. Auf dem obersten Balken sind Säulen befestigt, die aus einem Sockel mit quadratischem Grundriss und halbrundem Seitenriss sowie einem zylindrischen Schaft und einem Würfelkapitell bestehen. Diese Säulen tragen die Arkadenbögen und horizontale Balken, die mit den Eckenmasten als Dachauflage dienen.

### Grundbau (Hochsäulenkonstruktion)

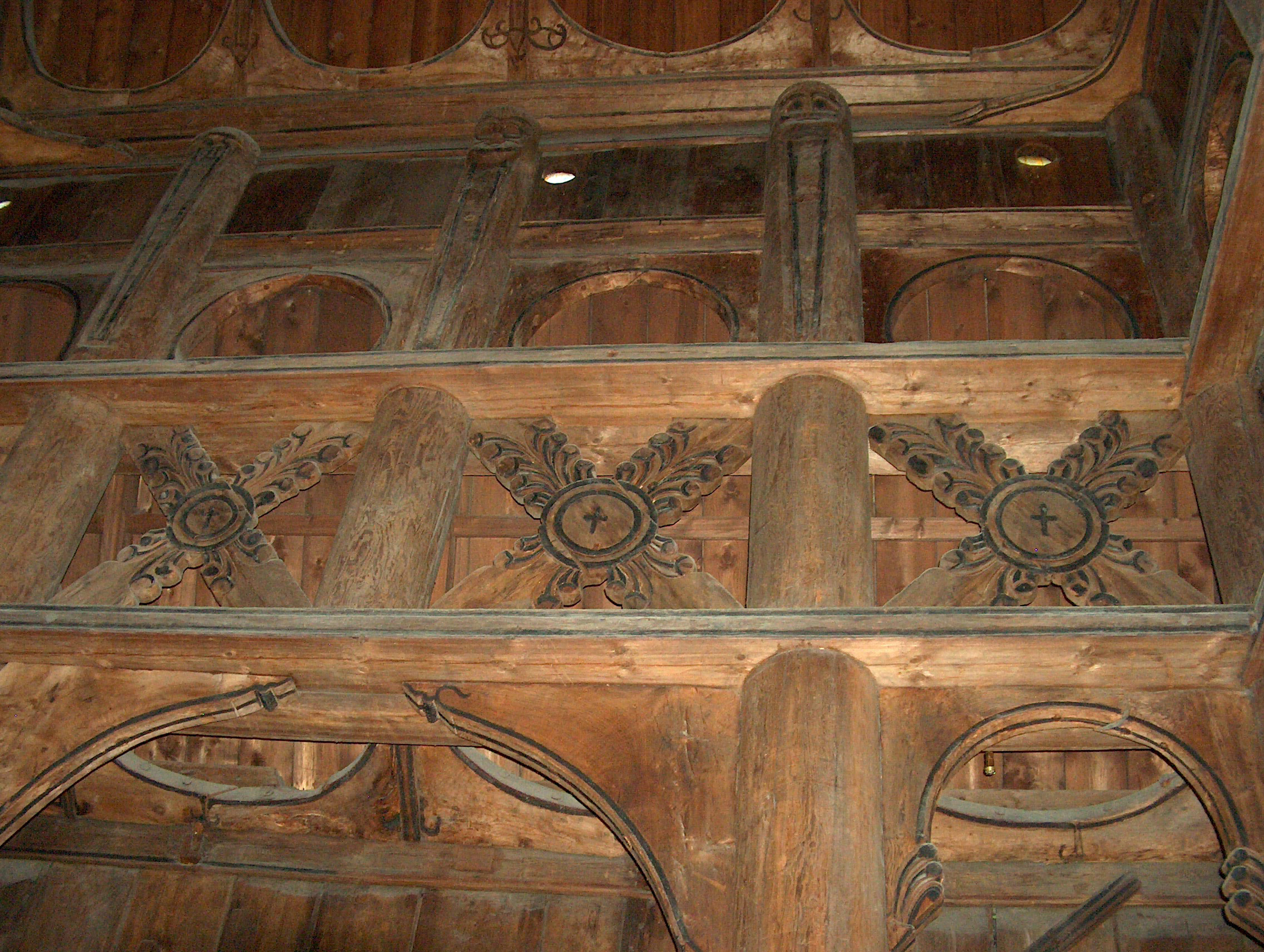
Vier Masten einer Längsseite. Zweiter Mast von links schwebend. Andreaskreuze zwischen zwei horizontalen Balkenzangen. Oben und unterhalb bilden Knaggen Arkaden. Zu oberst eine Bretterverkleidung mit Lichtöffnungen. Die ersten drei Masten mit Masken und der Eckmast mit einer Knagge.

Die Kirche ist eine 14-Mast-Stabkirche, wobei jeweils der dritte Mast (= Säule) auf der Längsseite und die zwei mittleren Masten der Schmalseite schwebend sind. Sie enden also oberhalb der unteren Balkenzangen, vergrößern so den freien Durchgang zwischen den Säulen und geben dem Raum eine offenere Erscheinung. Schwebende Masten wurden erst in späteren Stabkirchen gebaut, als man bereits genug Erfahrung über die Statik der Hochsäulenkonstruktionen gesammelt hatte. Die Masten stehen auf einem rechteckigen Balkenrahmen im Fußboden. Diese Säulenkonstruktion auf den Grundbalken sind primär (im ursprünglichen Zustand).
Die Kirche hat einen quer liegenden Fußbodenbalken, der unterhalb der schwebenden Masten der Längsseiten liegt. Dieser ist sehr wahrscheinlich später (sekundär) angebracht worden. Außer in der Stabkirche Reinli kommt in keiner Stabkirche ein Querbalken vor, und er ist dort ebenfalls sekundär.
Die Masten werden mit zwei Balkenzangen zusammengehalten, zwischen denen Andreaskreuze angebracht sind. Unterhalb der unteren Balkenzange und des unteren Wandbalkens befinden sich Knaggen, die Arkaden bilden. Die Säulen stützen einen oberen Horizontalbalken und werden von einem unteren Querbalken, der in einer Nut in den Säulen liegt, in Form gehalten. Zwischen diesen beiden Horizontalbalken befindet sich eine Verkleidung aus vertikalen Brettern mit runden Lichtöffnungen.
Mit Ausnahme der Masten in den Ecken enden sämtliche Masten in geschnitzten Masken, die alle einen individuellen Gesichtsausdruck tragen. Die Ecksäulen enden ein wenig höher und tragen mit dem oberen Horizontalbalken das Dach. Jeweils eine horizontal liegende Knagge in der Ecke auf Höhe des oberen Horizontalbalkens verbindet die Längs- mit der Schmalseite.

Grundriss
Querschnitt
Längsschnitt

### Portale

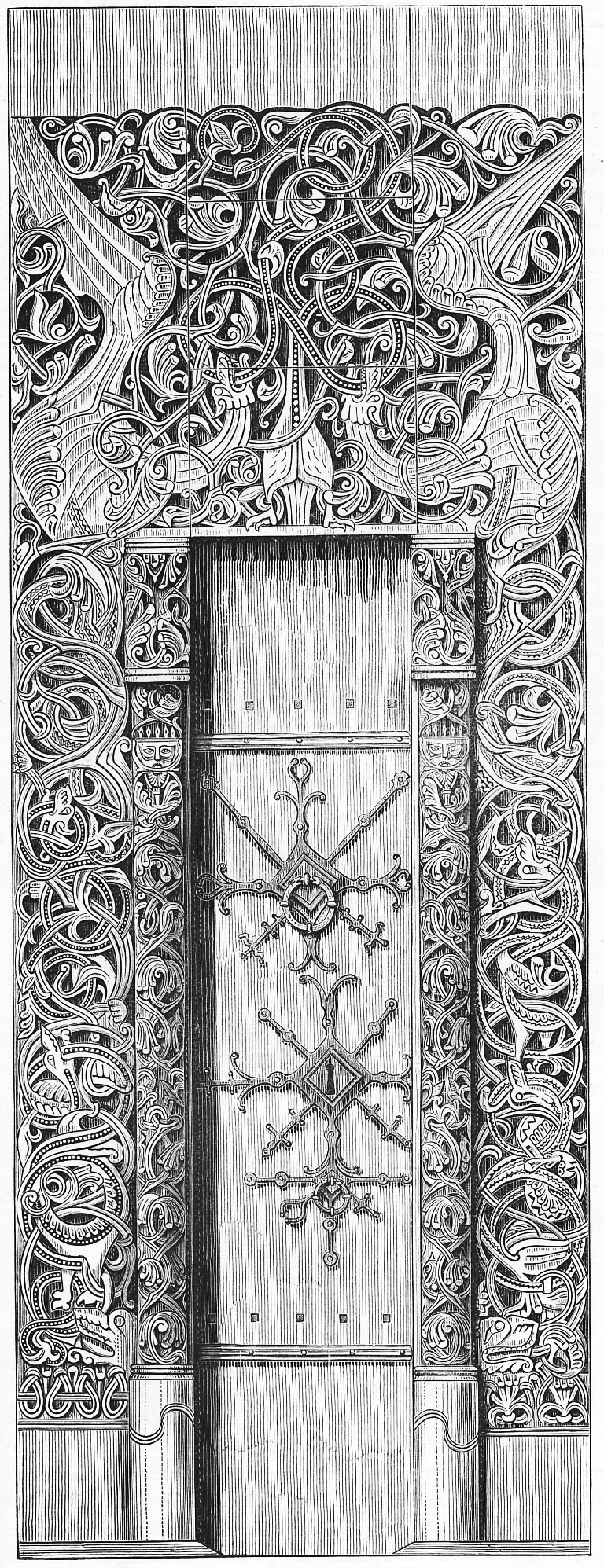
Das in Bygdøy neu geschnitzte Südportal nach dem Vorbild des erhaltenen Westportals

Die Kirche hat drei Portale: Ein Westportal, ein Südportal und ein Portal im Chorraum, ebenfalls gegen Süden gelegen. Obwohl die Kirche in ihrer Dachkonstruktion symmetrisch ist und somit auch gegen Norden ein Portal vermuten lässt, fehlt dieses. Ob die Kirche jemals ein Nordportal hatte, lässt sich nicht mehr nachweisen.
Das Westportal ist zum größten Teil erhalten, benötigte jedoch eine umfassende Restaurierung wegen der baulichen Veränderungen im 19. Jahrhundert aufgrund eines Erlasses nach einem Brand in der Kirche Grue, welcher vielen Menschen das Leben kostete. Seither mussten alle Kirchen in Norwegen Türen haben, die nach außen geöffnet werden konnten.
Das Westportal besteht aus Halbsäulen mit zylindrischen Basen und Kapitellen und waagrechtem Sturz. Die Planken oberhalb des Sturzes fehlten und sind neu geschnitzt worden. Die Schnitzereien im so genannten Sogn-Stil stellen Rankenmuster und kämpfende Drachen dar. Bei beiden Säulen ist auf der gleichen Höhe je eine Figur geschnitzt, die Luft aus dem Mund bläst und an frühere Odin-Abbildungen erinnert. Das Türblatt hat zwei schmiedeeiserne Beschläge mit Schlüsselschild und Türring. Unterhalb ist eine Geisterschwelle angebracht.
Das Südportal war sehr stark zerfallen und wurde in Bygdøy nach dem Vorbild des Westportals neu geschnitzt. So sieht es jetzt wie eine Kopie mit wenigen Abweichungen aus. Vom Chorportal sind Seitenplanken mit Hobelprofil sowie gerade Sturzplanken erhalten geblieben.

### Bemalungen

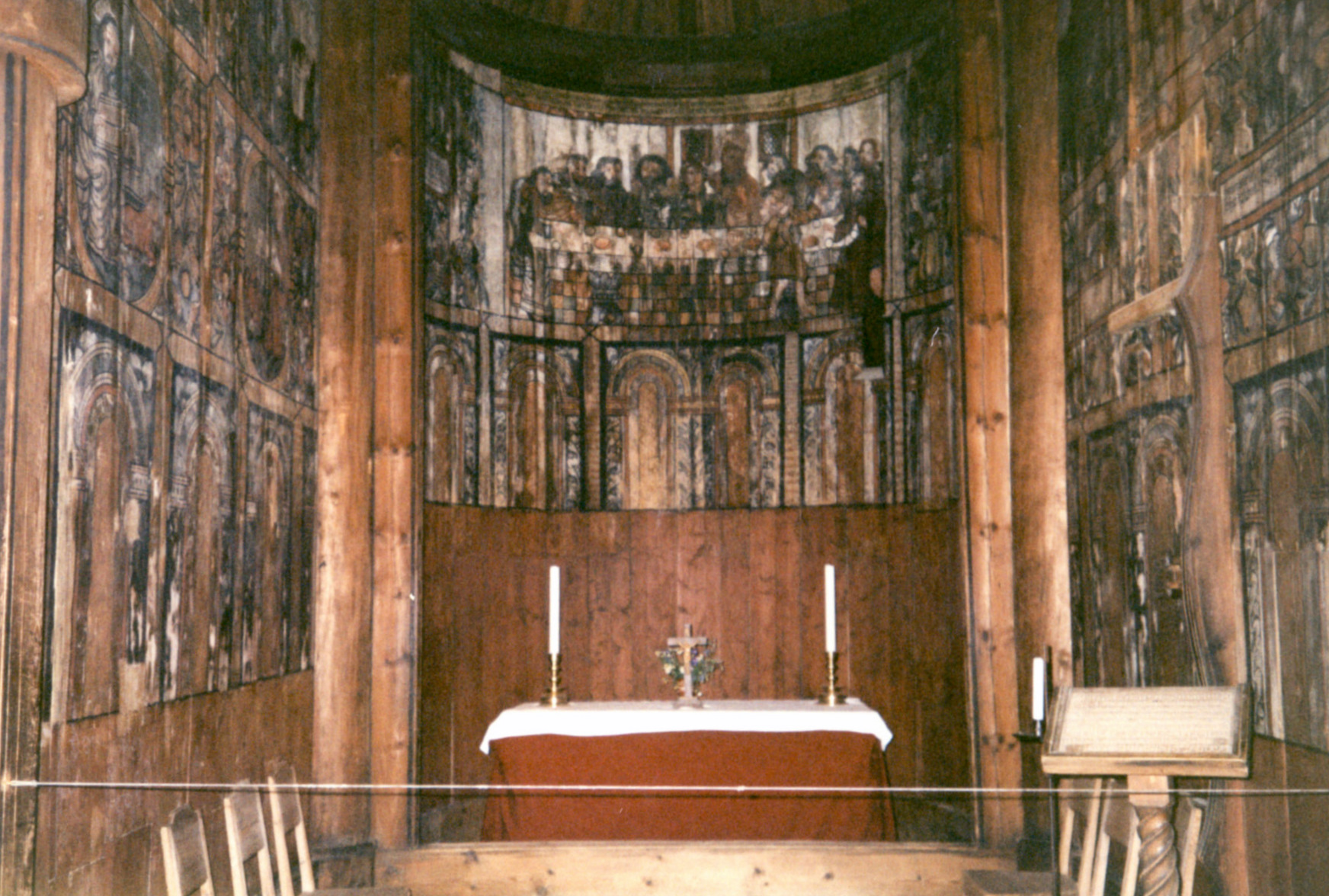
Bemalungen in der Apsis und dem Chor von 1652

Bemalungen in Stabkirchen wurde nach der Reformation von 1537 üblich, um die lutherische Lehre zu betonen. In der Apsis befindet sich eine rekonstruierte Bemalung aus dem Jahr 1652. Die Apsis- und Chorbretter wurden bei der Vergrößerung des Chores bei den Umbauarbeiten der Jahre 1802 oder 1803 in der Decke des neuen Chores wieder verwendet und konnten dank der Bemalung bei der Rekonstruktion Ende 19. Jahrhundert wieder korrekt zusammengesetzt werden.
Obwohl Waldemar Hansteen die Aufgabe hatte, die Kirche in einen vorreformatorischen Zustand zu versetzen, sämtliche Veränderungen und Gegenstände aus der lutherischen Zeit zu entfernen und die Kirche mit katholischen Gegenständen aus der Zeit zu ergänzen, hat er aus Respekt vor der künstlerischen Leistung die Bemalung der Apsis und des Chors aus der lutherischen Zeit wiederhergestellt.
Das Bild in der Apsis zeigt oberhalb eine Abendmahlszene mit Jesus Christus und den zwölf Aposteln. Oberhalb steht aus der Offenbarung des Johannes Kapitel 20 Vers 6 auf Dänisch, beginnend mit „Salig oc hellig er den, som haffuer Deel i den første Opstandelse; offuer disse haffuer den anden Død ikke Magt.“ (Auf Deutsch: „Selig ist der und heilig, der teilhat an der ersten Auferstehung. Über diese hat der zweite Tod keine Macht.“) Darauf folgt Lukas Kapitel 22 Vers 15/16 mit einem Zitat der Eucharistie „Jeg sagde til dem haffuer hiertelig forlangt at æde / dene Paaskelam med Eder førend jeg lider, thi jeg siger Eder, at jeg skal ingenlunde mer æde deraf indtil det bliff fuldkommet i Gudsrige.“ (Auf Deutsch: „Mich hat herzlich verlangt, dies Osterlamm mit euch zu essen, ehe denn ich leide. Denn ich sage euch, daß ich hinfort nicht mehr davon essen werde, bis daß es erfüllet werde im Reich Gottes.“) Links und rechts sind je vier Früchtearrangements dargestellt. In einer Kartusche links neben der Eucharistieszene findet sich eine dänische Widmung für die Kirche und die Jahreszahl „ANNO: 1652:“. Auf der rechten Seite steht in einer Kartusche der Namen des Stifters Hans sowie eine Wiederholung des Vers 6 des Kapitels 20 der Offenbarung. Unterhalb der Abendmahlszene sind Arkadenfenster gemalt, die ebenfalls im Chorraum auf beiden Seiten auf gleicher Höhe aufgemalt wurden.
Auf der Nordwand stehen in Kartuschen die Namen guter Gemeindemitglieder und Sponsoren der Bemalung sowie die Namen zweier niederer Beamter. In der linken oberen Kartusche steht: „Paa denne Side haffuer desse effterfølgende bekostet / Knud Amundsøn. G. Errik Hauarsøn. H. Stener / Halvorsøn H Peder Gulbransøn. N. Siffuer Pouels / oc Guttorm Iffuersøn.“. In der rechten oberen Kartusche steht: „De paa den anden Side haffuer disse efter / skreffne bekostet Tollef Frøsager / Haor Gugsta (? nicht ganz entzifferbar). Mikel Golberg Peder N“. In der rechten unteren Kartusche steht: „Hauor Storla Iffuer Hetla, Errik Hetla Jacob / Ersgard Knud Brek Haluor Golberg“. Die Kartusche links unten ist ohne Text.
Auf der linken Seite des Chorraumes gegenüber dem Chorportal sind die Evangelisten sitzend und schreibend dargestellt. Bei jedem Evangelisten steht sein Name geschrieben und sein entsprechendes Attribut (Stier, Mensch, Adler oder Löwe) ist neben ihm abgebildet worden. Links oben ist Matthäus, rechts oben Markus, links unten Lukas und rechts unten Johannes abgebildet. Bei Johannes steht der Name „Iffuer. Kineberig“. Möglicherweise ist das der Name des Malers.
Die Säulen der inneren Säulenkonstruktion wurden ebenfalls vermutlich nach der Reformation marmorartig bemalt, um Marmorsäulen in Steinkirchen nachzuahmen.

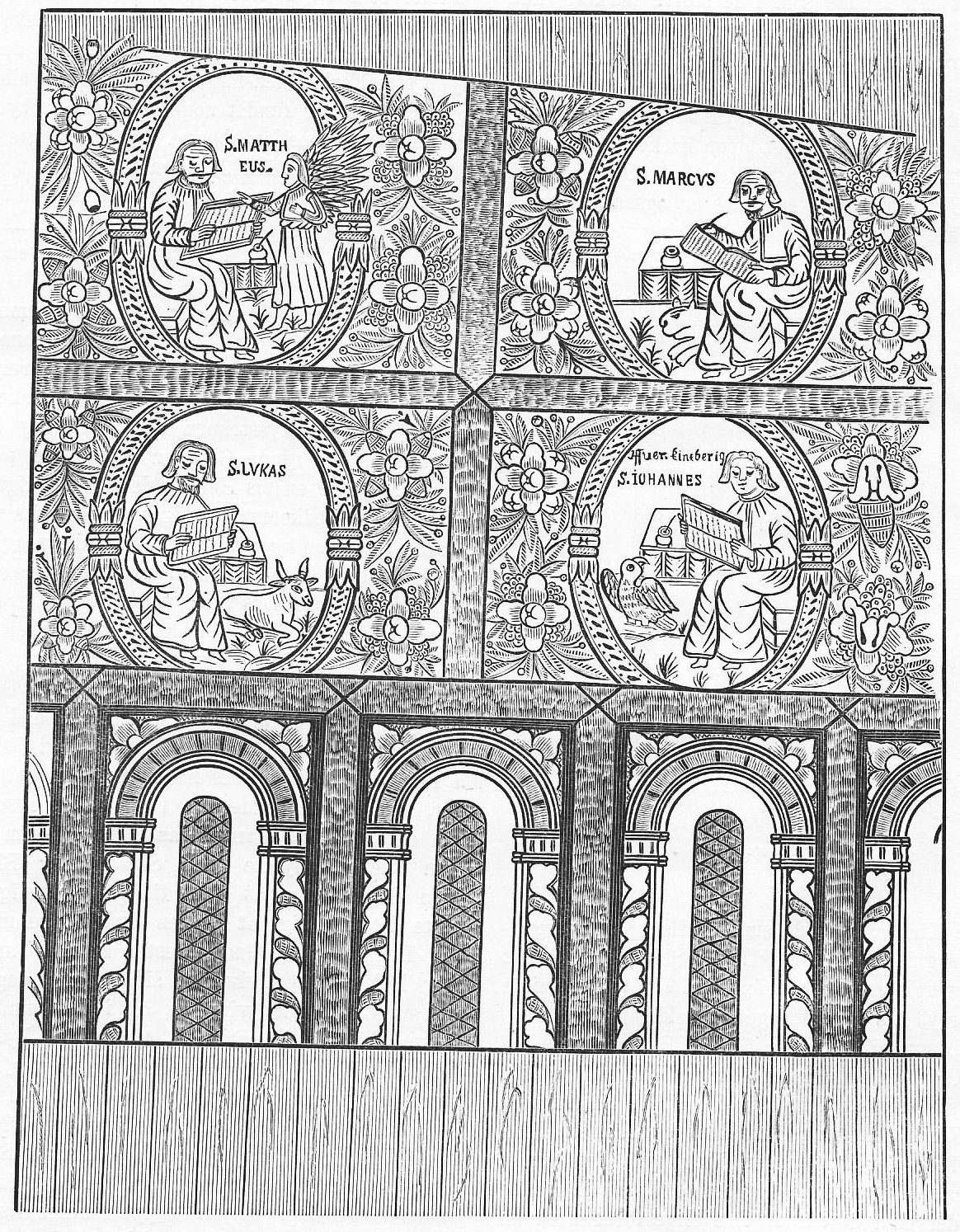
Die vier Evangelisten auf der linken Seite des Chors
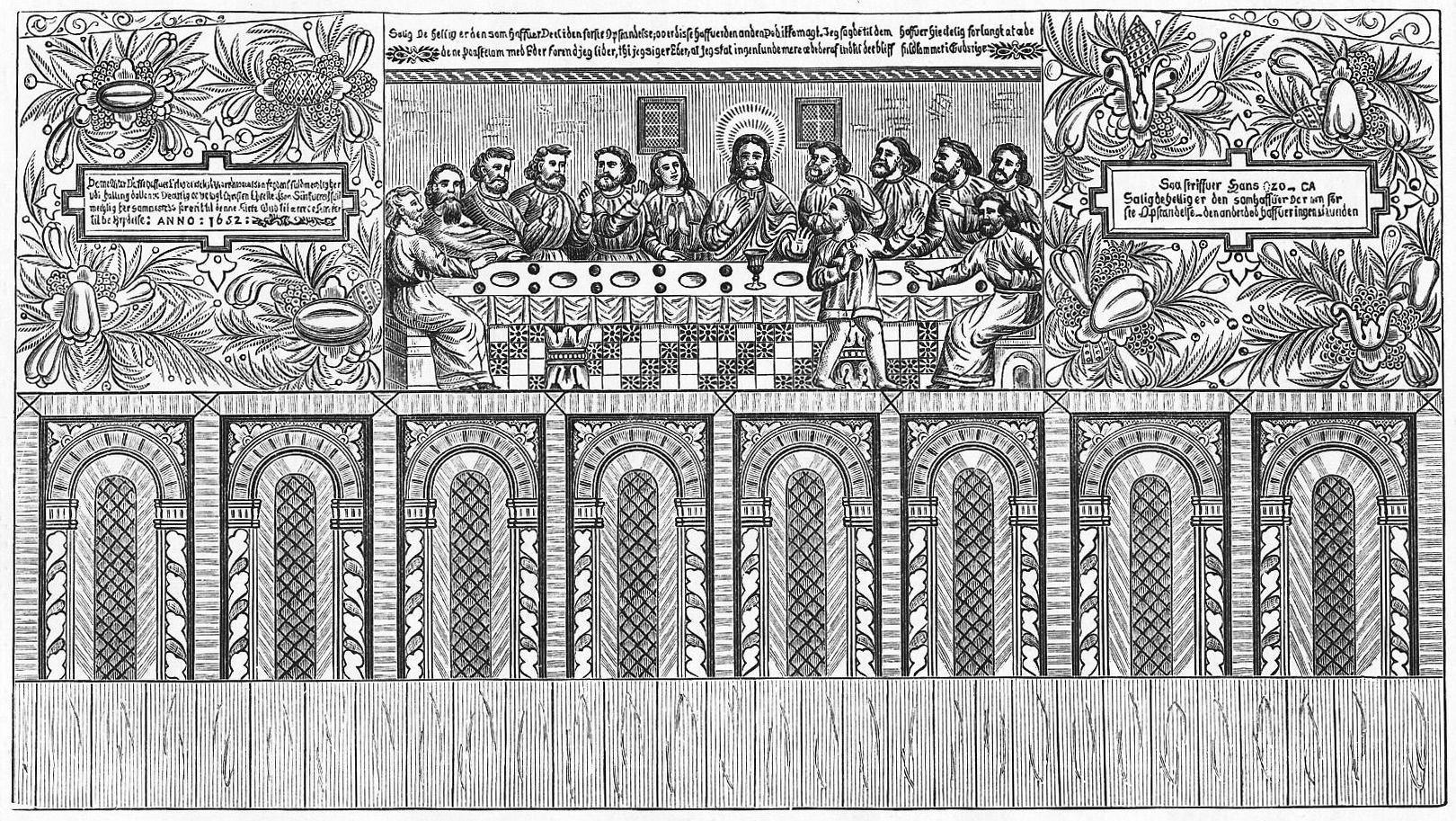
Abendmahlsszene in der Apsis
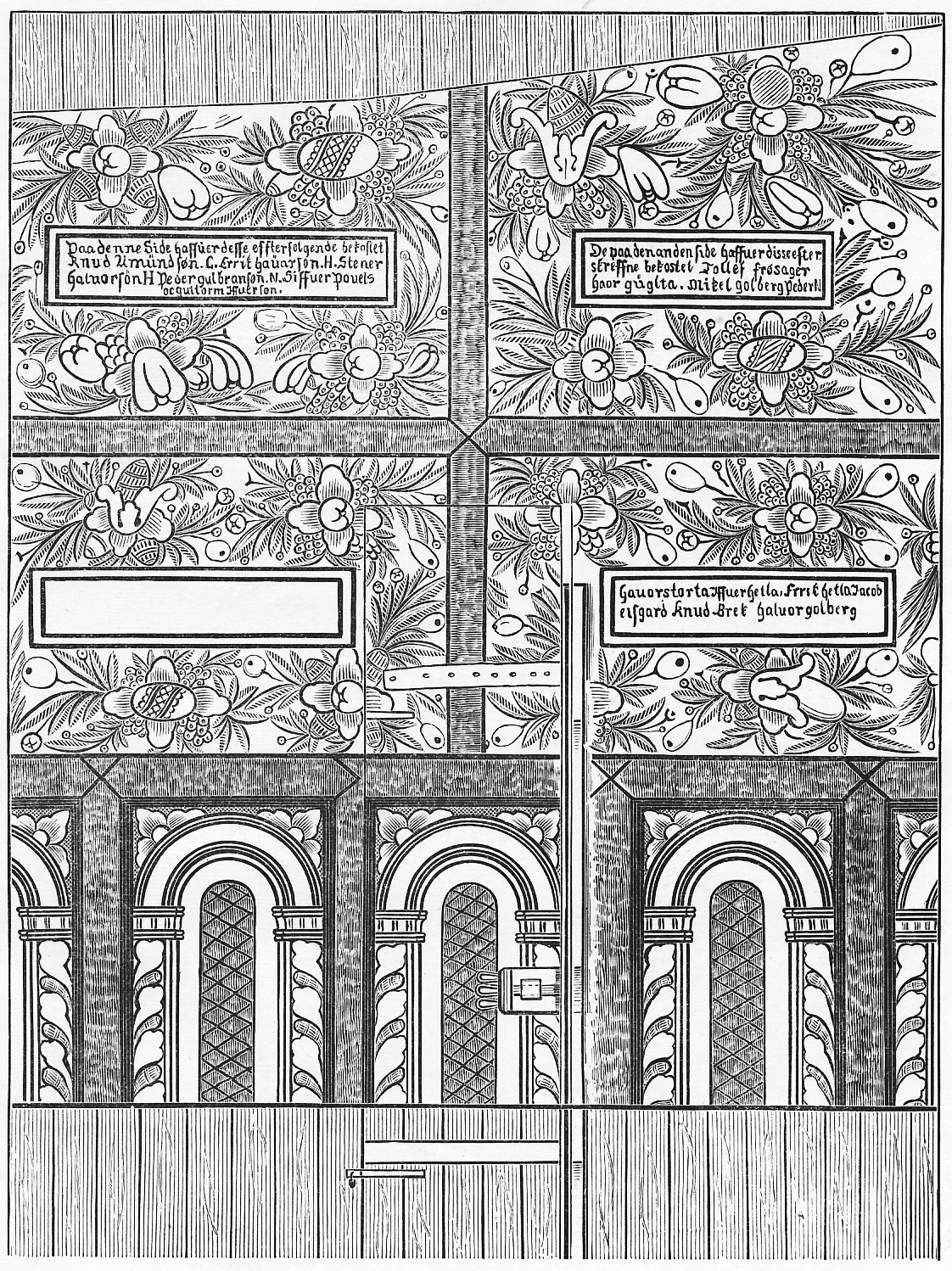
Bemalung auf der rechten Seite im Chor beim Chorportal

### Einrichtung

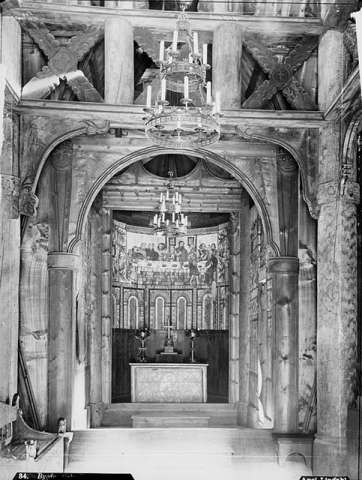
Die Fotografie des Interieurs (1885–1890) von Axel Lindahl zeigt einige Einrichtungsgegenstände kurz nach der Fertigstellung: zwei Kerzenkronleuchter, einer im Schiff und einer im Chor; der Stuhl aus der Kirche Heddal auf der linken Seite im Bild; der Altar in der Apsis, ebenfalls aus der Kirche Heddal.

Zur Sammlung gehört ein Stuhl aus dem 13. Jahrhundert, der aus der Stabkirche Heddal stammt. Er ist reich geschnitzt und zeigt auf seiner Rückseite unterhalb zwei Löwen, welche sich die Tatzen geben. Der linke Löwe wird von einem hundeartigen Tier mit offenem Mund angegriffen und unter ihm befindet sich eine Ranke. Links neben dieser Szenerie befindet sich ein Ornament. Der rechte Löwe wird von einem Drachen ebenfalls mit offenem Mund angegriffen. Unter und neben ihm ist ein Drachenkampf dargestellt. Auf der Rückseite der Rückenlehne befinden sich etliche verwobene und ineinander beißende Drachen, die eine Menschenfigur mit zusammengebundenen Händen in der Mitte der Lehne angreifen. Die Seiten der Lehnen sind mit geschnitzten Drachenköpfen verziert, die an die Drachenköpfe auf den Giebeldächern erinnern. Die Seitenplatten und Armlehnen sind mit Ranken verziert und die Armlehnen enden in geschnitzten Köpfen. Der linke Kopf trägt einen Helm, der rechte eine Krone.
Zum Interieur gehörten kurz nach der Rekonstruktion auch doppelte Reifenkronleuchter, die im Schiff und im Chor angebracht wurden.
Das Kruzifix im Schiff oberhalb der Andreaskreuze auf der Chorseite stammt aus dem 14. Jahrhundert und befand sich ursprünglich in der abgerissenen Stabkirche Veum in Telemark. Es ist ein dunkles Kreuz mit dem Schriftzug „INRI“ und einem weiß bemalten Korpus Jesu Christi, welcher orange und graue Gewänder um die Lende trägt.
Der Altar stammt aus der Stabkirche Heddal. Bildlich dargestellt sind Jesus Christus, die vier Symbole der Evangelisten in der Mitte und auf jeder Seite zwei Gruppen mit je drei Aposteln.
Der Altar, das Kruzifix, der Stuhl und die Kronleuchter, die nach der Rekonstruktion in die Kirche eingesetzt worden waren und für eine authentische Erscheinung einer ursprünglichen Stabkirche hatten sorgen sollen, wurden in den Nachkriegsjahren entfernt. Der Wunsch nach Schutz vor Diebstahl und Beschädigung, aber auch Überlegungen für eine bessere Aufbewahrung der unersetzlichen originalen Gegenstände dürften bei dieser Entscheidung eine Rolle gespielt haben.
Auf der Nordseite finden sich Kerben einer Sitzbankreihe aus vermutlich niedrigen Bänken. Diese wurden wohl entfernt oder ersetzt, als der Innenraum für die größer gewordene Gemeinde zu klein geworden war. Auch die Südseite dürfte eine Sitzbankreihe gehabt haben. Diese Bestuhlung wurde nicht mehr rekonstruiert, da sie nach der Reformation gefertigt wurde und nicht zu einer ursprünglichen katholischen Stabkirche passte. Im Kirchenschiff finden sich heute an den Wänden niedrige Bänke mit halbrunden bogengangartigen Öffnungen.
An den südöstlichen Säulen des Schiffes finden sich einige Kerben, die auf den Ort einer früheren Kanzel hinweisen. Diese wurde während der lutherischen Zeit eingebaut und während späterer Umbauten wieder entfernt. Sie war bei der Versetzung nicht mehr vorhanden. Ebenso lassen Kerben vermuten, dass die Kirche einmal seitliche Emporen wie die Stabkirche Heddal besaß, um dem gestiegenen Platzbedüfnis Abhilfe zu schaffen. Auch diese waren bei der Versetzung nicht mehr vorhanden.

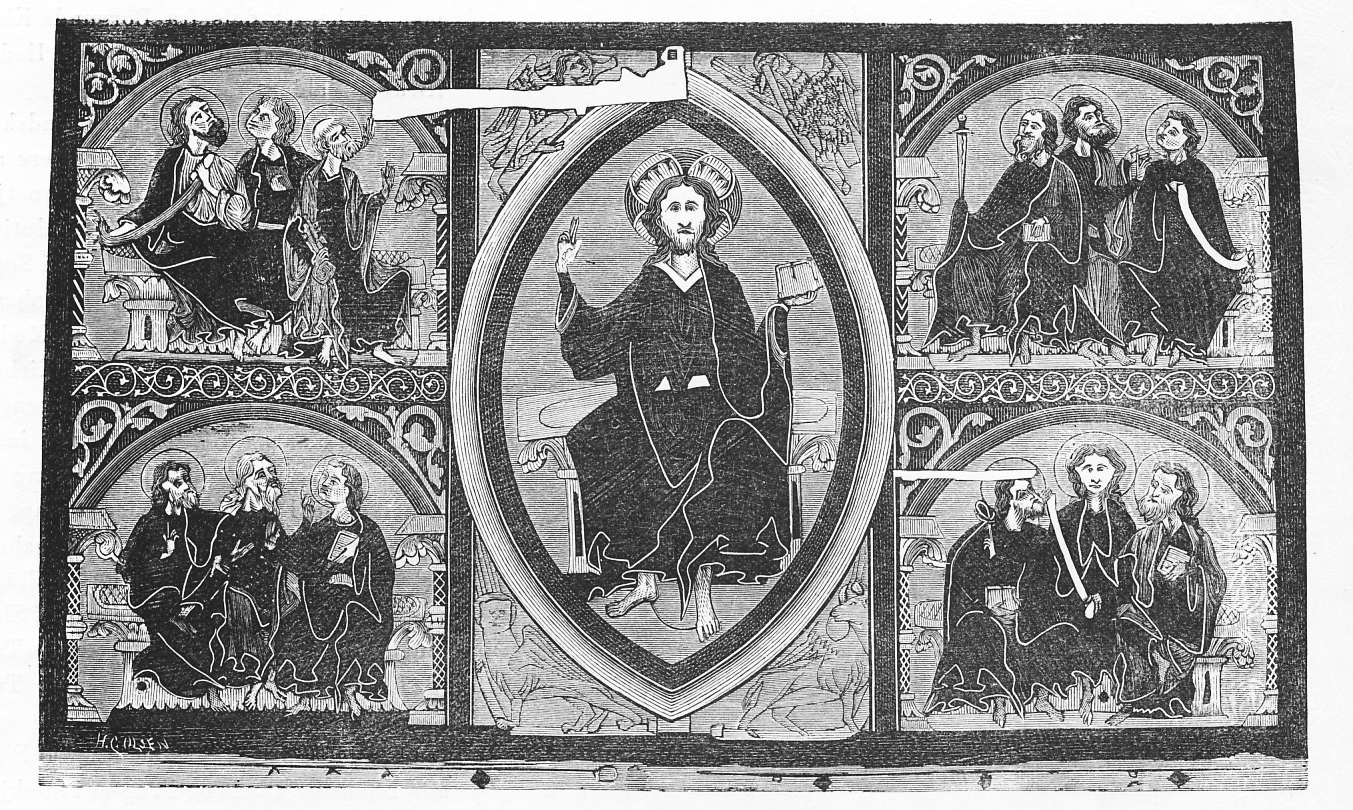
Die Bemalung auf der Vorderseite des Altars
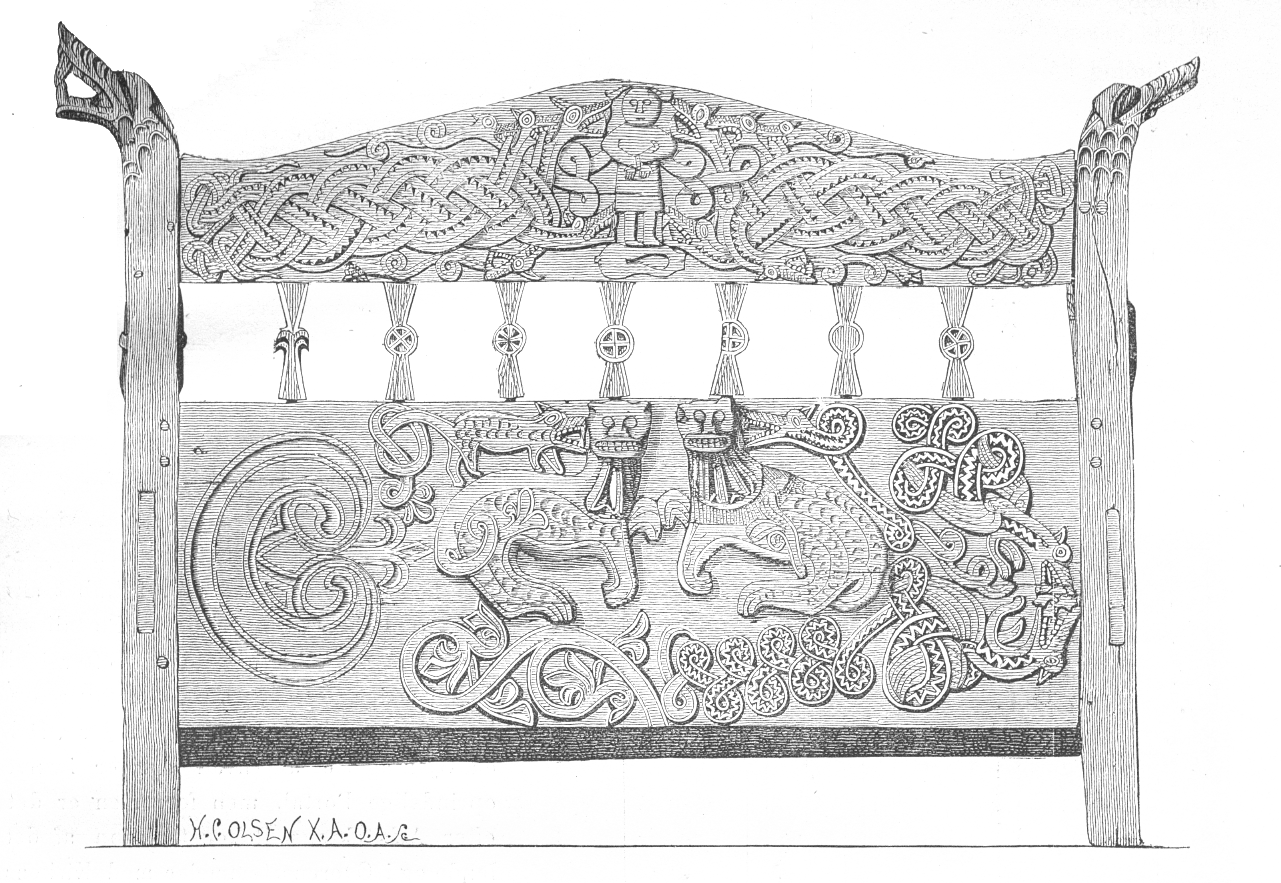
Die Rückseite des Stuhles
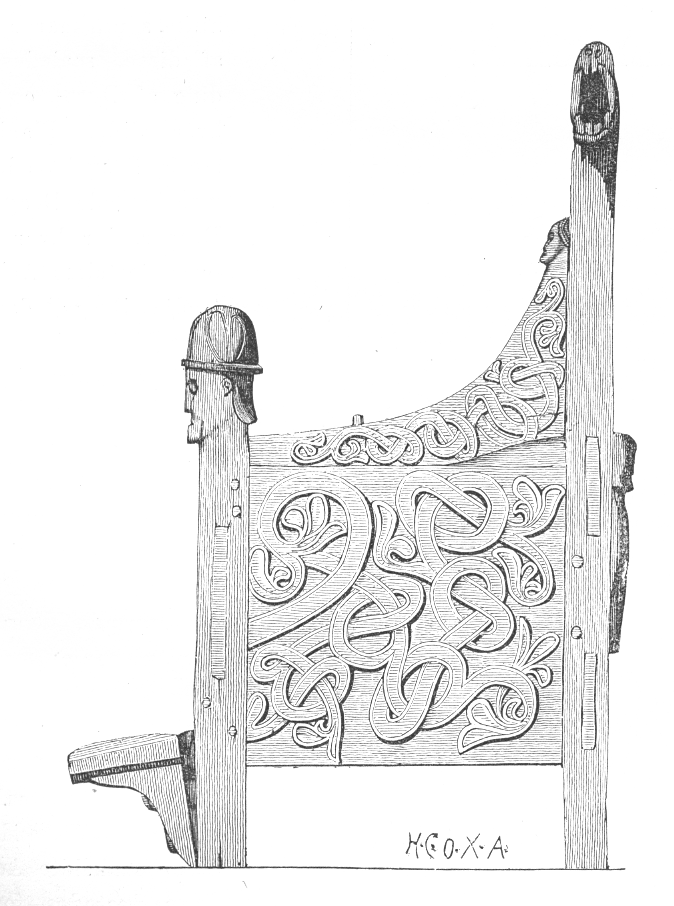
Die Seitenansicht des Stuhles
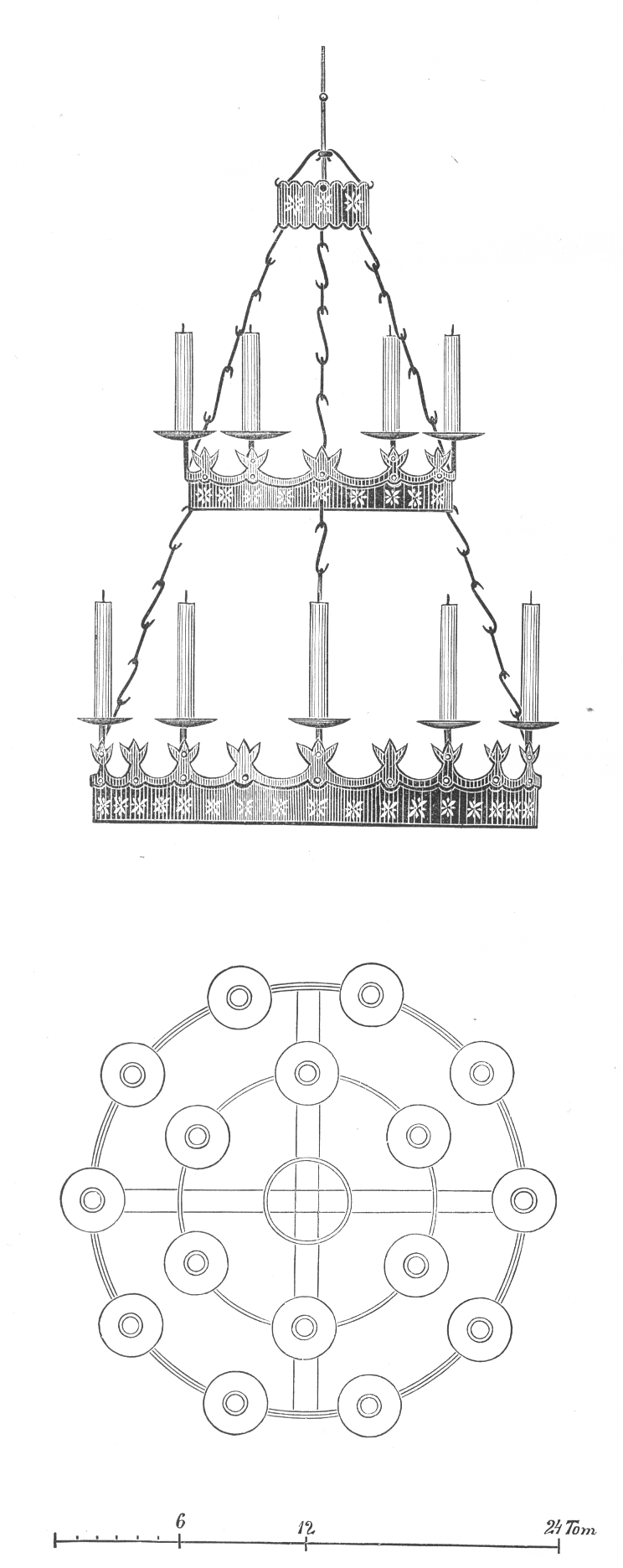
Seitenansicht und Schema der Kronleuchter

### Einritzungen
In den primären Bauelementen der Kirche finden sich etliche Einritzungen. Diese lassen sich in zwei Arten einteilen: Runeninschriften und figürliche Darstellungen.
Die Urheberschaft gibt Rätsel auf. Möglicherweise wurden die ersten Einritzungen bereits von den Schnitzern der Portale und der sonstigen geschnitzten Ornamentik vorgenommen, da einige figürliche Ornamente Ähnlichkeiten mit Schnitzereien der Portale aufweisen. Alternativ kann man vermuten, dass Kirchgemeindemitglieder im Laufe der Zeit diese Einritzungen anbrachten. Bei einigen kreisförmigen Ornamenten und Triskelen wird angenommen, dass sie während des Einweihungsprozesses entstanden.

#### Runeninschriften
Im Gegensatz zu anderen Kirchen sind die wenigsten der insgesamt dreizehn Runeninschriften entziffert worden. Die drei unmissverständlichsten Inschriften sind die folgenden:
- a) paternoskies b) inslis: Ist in Runen transkribiertes Latein, das „Pater noster qui es in celis“ („Vater unser im Himmel“) bedeutet.
- raþrettru(n)arþesar: Ist Altnordisch und bedeutet „Gib diesen Runen ihren korrekten Sinn“.
- gysamikþatekerfiþar: Ist ebenfalls Altnordisch und wird als „Küss mich für meine Plagerei und meine Strebsamkeit“ interpretiert. An welchen Empfänger diese Inschrift gewandt ist, ist nicht klar.

Bei einer Inschrift, die in einem anderen Stil gehalten ist, wird jedes Zeichen mit einem Doppelpunkt vom nächstfolgenden getrennt. Es wird vermutet, dass es sich um die Anfangsbuchstaben eines lateinischen liturgischen Textes handelt. Die ersten sieben Runen (kekhnke) kommen an zwei weiteren Stellen in der Kirche nochmals vor. Eine weitere Inschrift wird von den ersten drei Runen des Futharks gebildet, eine andere ist vermutlich der Name einer Frau (hl bjork). Eine Inschrift ist vermutlich das Fragment eines lateinischen Textes (nonsiþ) „non sit“ für „es ist nicht“. Eine Inschrift (ætþffssantætþffssant) ist wohl nicht als Text zu deuten; wegen der Wiederholungen der Zeichen und Zeichenketten wird vermutet, dass diese Runen wegen ihrer magischen Symbolik als eine Art Zauberspruch eingeritzt wurden.

#### Figürliche Darstellungen

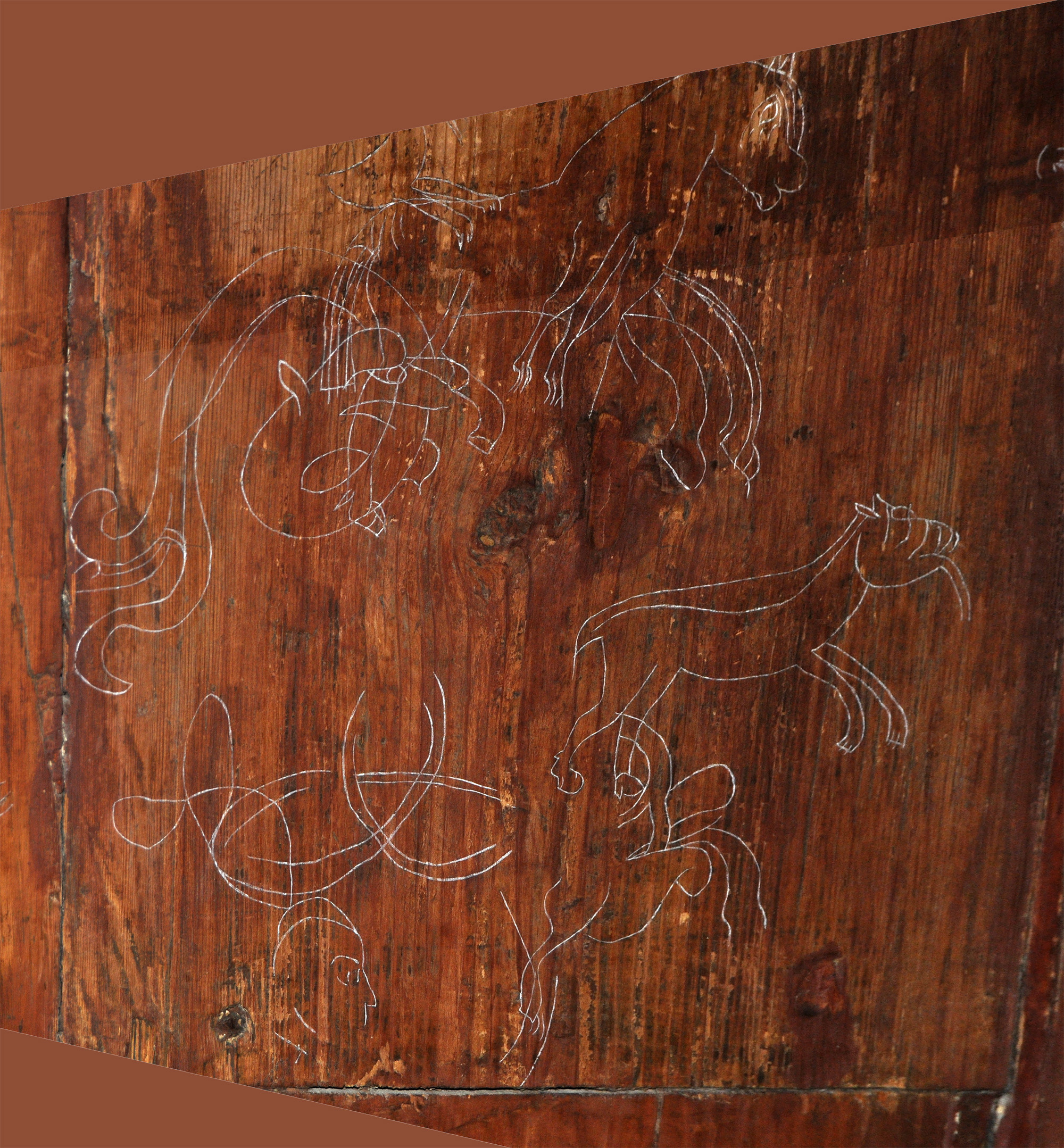
Beispiele der Einritzungen auf der nördlichen Chorwand

Figürliche Darstellungen finden sich am prominentesten im Chorbereich, an den Säulen des Schiffes sowie am westlichen Vorbau und an der Nordwand. Sie lassen sich in vier Gruppen unterteilen: ornamentale Pflanzendarstellungen (Ranken und Blätter), geometrische Figuren (vor allem Ornamente aus Kreisen, eine Serie Triskele und einige Valknute), figürliche Ornamente (Löwen, Löwenköpfe, Hunde oder Wölfe, Drachen, Pferde, Rentiere, ein bewaffneter Reiter) und zwei Segelschiffdarstellungen.
Die Ornamente aus Kreisen befinden sich je eines auf jeder Seite des Chores und eines auf der Westseite des Schiffes. Alle sind etwa zwei Meter vom Boden entfernt. Ebenso gibt es ein Ornament aus dreizehn Kreisen, wobei zwölf Kreise um einen zentralen Kreis arrangiert wurden.
Die Pflanzenornamente sind vermutlich seit dem Bau der Kirche vorhanden und lassen sich somit auf den Beginn des 13. Jahrhunderts datieren. Die geometrischen Figuren stammen vielleicht aus späteren Zeiten. Einige Kreise und Triskele sind vermutlich während der Einweihung der Kirche angebracht worden. Die Darstellungen der Segelschiffe sind wahrscheinlich erst im 16. Jahrhundert dazugekommen. Die restlichen Darstellungen lassen sich nicht datieren, sind aber vermutlich noch während der katholischen Periode der Kirche eingeritzt worden.

## Replikate

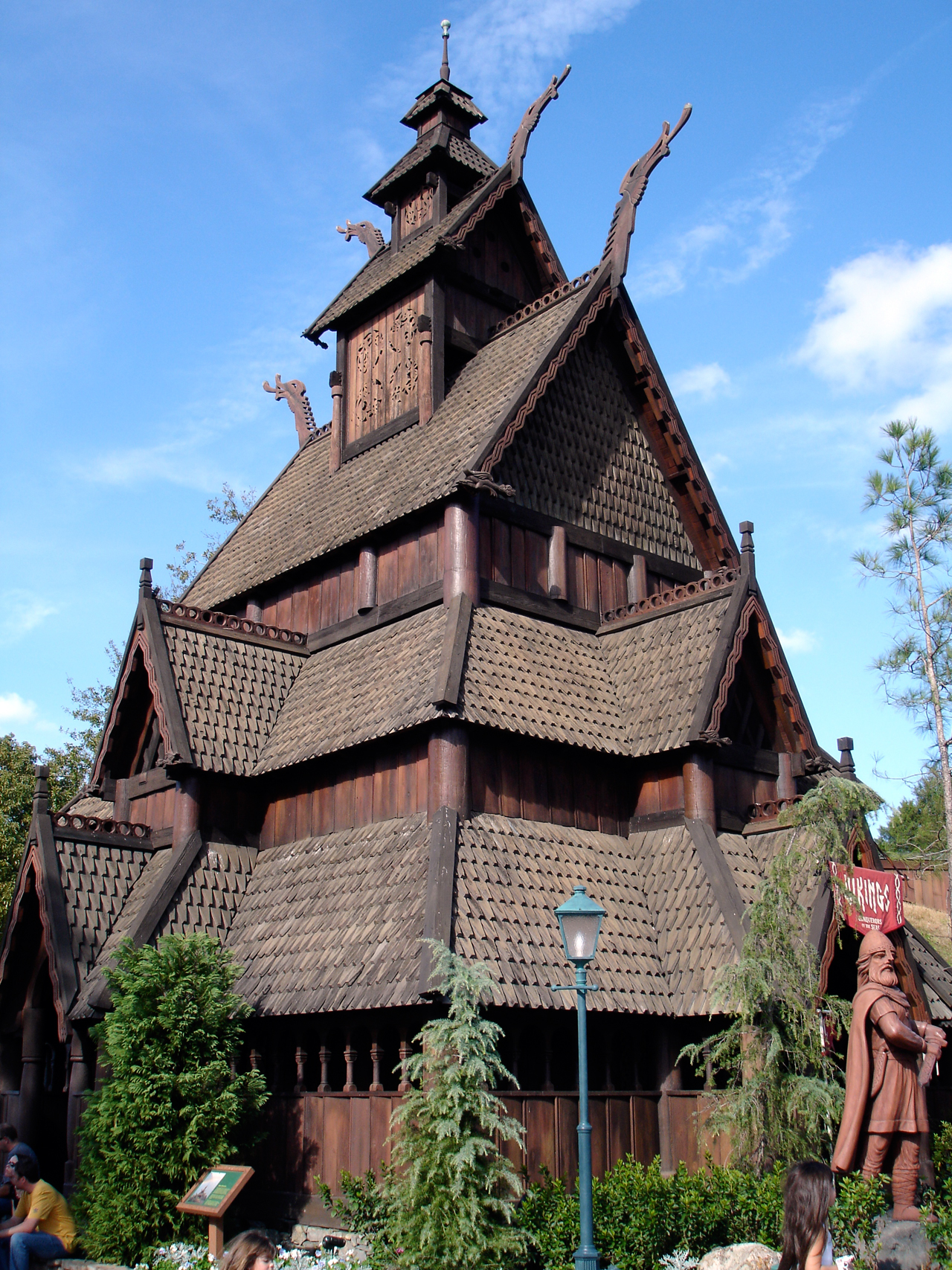
Im norwegischen Pavillon des Vergnügungsparks Epcot in Orlando, Florida, USA Baujahr 1982 28° 22′ 14,22″ N 81° 32′ 49,31″ W
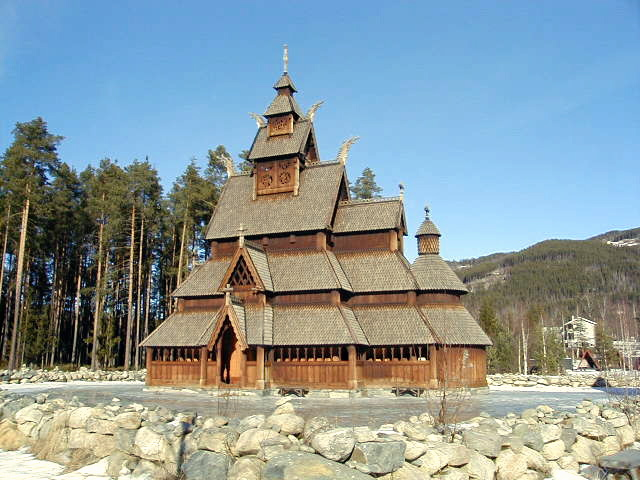
Die neue Stabkirche in Gol im Middelalderparken Fertigstellung 1994
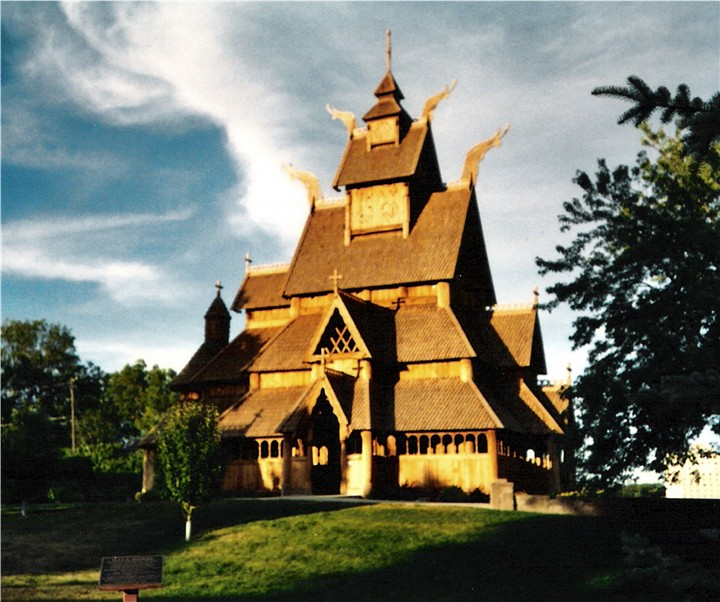
Kopie der Stabkirche Gol im Scandinavian Heritage Park, Minot, North Dakota, USA Baujahre 1999–2001 48° 13′ 35″ N 101° 17′ 52,55″ W
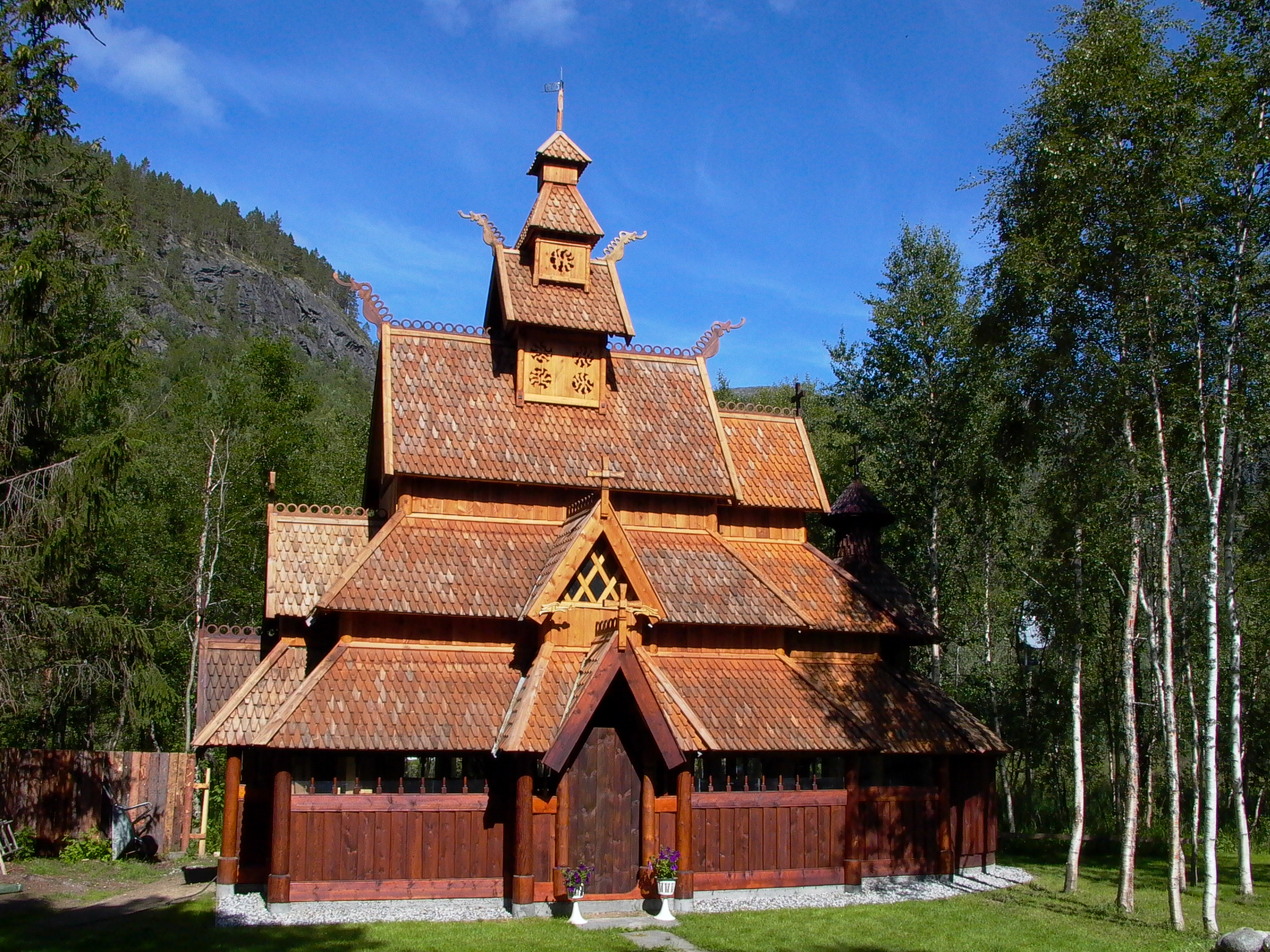
Privater Nachbau Stavkirka på Savjord Baujahre 2005–2006 in Beiarn in der Provinz Nordland

### Epcot, Orlando
Für den norwegischen Pavillon des World Showcase im 1982 eröffneten Vergnügungspark Epcot wurde eine kleine Kopie der Stabkirche Gol gefertigt. Diese entspricht aber nur in den äußeren Details wie der Dachproportionen des Schiffes, der Beschindelung, den Dachschmuck mit den Drachenköpfen der Stabkirche Gol. Anstelle der Kreuze auf den Satteldächern der Portale sind einfachere Stäbe aufgesetzt. Die Erbauer verzichteten auch auf den Chor und die Apsis, stattdessen setzten sie ein Portal auf dieser Seite ein. Das Gebäude wirkt durch die dadurch neu gewonnene Symmetrie sehr pagodenartig. Das Innere entspricht auch nicht einer Stabkirche, sondern ist ein zweiseitig betretbarer Ausstellungsraum für norwegische Geschichte.

### Middelalderparken, Gol
Die Menschen der Gemeinde Gol bedauerten den Verlust ihrer Kirche, als Stabkirchen Touristenattraktionen und damit ein wirtschaftlicher Faktor geworden waren. Gol ist ein Zentrum des Fremdenverkehrs. Der private Unternehmer Per Herbrand Rustberggard beschloss deshalb, eine Kopie der rekonstruierten Kirche des Freiluftmuseums in Oslo zu erstellen. Dafür gründete er eine Aktiengesellschaft, die für den Bau verantwortlich war. Diese Kopie steht heute in einem gleichzeitig gebauten, vom ursprünglichen Kirchplatz weit entfernten und verkehrstechnisch gut angeschlossenen „Middelalderparken“ mit zusätzlichen mittelalterlichen Gebäudereplikaten. Der Bischof von Tønsberg, Sigurd Fredrik Osberg, legte 1993 im Rahmen einer Feier den Grundstein. Am 16. Mai 1994 gab es einen Versuch eines Brandanschlags gegen den Rohbau durch einen 21-jährigen Brandstifter.
Im Sommer 1994 wurde die Kirche in Anwesenheit von Prinzessin Ragnhild und weiterer Prominenz vom Bischof geweiht.
Im Unterschied zum Vorbild in Oslo hat die neue Kirche ein Nordportal. Ebenso weist sie zusätzliche Einrichtungsgegenstände auf. So wurden für die Kirche im Chorraum eine Bank, ein Stuhl, ein Altar, ein Schrank und ein Taufbecken aus Holz gefertigt. Auf die Bemalung der Kirche im Stil der Zeit nach der Reformation wurde verzichtet. Die Apsisplanken sind mit einem blauen Tuch mit goldenen vertikalen Streifen bedeckt.

### Scandinavian Heritage Park, Minot
Für den Scandinavian Heritage Park in Minot, North Dakota, USA, wurde eine Kopie der Stabkirche Gol gefertigt, die, wie die Kopie in Gol, dem Original in Bygdøy sehr nahekommt. An den Schnitzereien arbeiteten Else Bigton und Phillip Odden, die bereits am Bau der Stabkirche im Epcot beteiligt gewesen waren. Ein Unterschied zum Original sind die breiteren Portale, die eine leichte Veränderung der Schnitzereien zur Folge hatten. Ein Portal wurde komplett in den USA geschnitzt und besteht aus amerikanischem Kiefernholz (Pinus lambertiana). Das zweite Portal wurde ursprünglich in Norwegen aus norwegischem Kiefernholz (Pinus resinosa) für die Stabkirche im Epcot gefertigt. Fertig gestellt wurde es schließlich ebenfalls in den USA aus Weymouths-Kiefern-Holz. Für die Kirche wurden Bänke, Stühle und Altar für den Chor und ein Kreuz für die Apsis nach dem Vorbild des Mobiliars in norwegischen Stabkirchen hergestellt. Die Konstruktion wurde am 12. Oktober 1999 begonnen und am 9. Oktober 2001 abgeschlossen.

### Stavkirka på Savjord, Beiarn
Mediale Aufmerksamkeit bekam 2005 der damals 73-jährige pensionierte Schreiner Magnus Stensland, der in seinem Garten eine kleine Kopie der Stabkirche Gol baute. Sie ist heute die nördlichste Stabkirche in Norwegen. Gebaut wurde die fast 10 Meter hohe Kirche aus über 1500 Metern Bretterholz. Für das Dach wurden über 4200 Dachschindeln verwendet. 2006 wurde sie fertiggestellt.